# Prince/Diskografie
Diese Diskografie ist eine Übersicht über die musikalischen Werke des US-amerikanischen Musikers Prince. Den Quellenangaben zufolge wurden bisher mehr als 100 Millionen seiner Tonträger verkauft, womit er zu den Interpreten mit den meisten verkauften Tonträgern weltweit zählt. Seit dem Jahr 2016 erfolgen alle Tonträger-Veröffentlichungen postum.
Seine erfolgreichste Veröffentlichung ist das sechste Studioalbum Purple Rain mit über 25 Millionen verkauften Einheiten, womit es eines der weltweit meistverkauften Musikalben ist. In Deutschland bekam Prince seit 1985 Gold- und Platinauszeichnungen für über 2,65 Millionen verkaufte Tonträger, während in seiner Heimat über 54,3 Millionen Tonträger abgesetzt wurden.

## Alben
Wenn ein Album Platz eins erreicht hat, ist rechts neben der Ziffer „1“ in Klammern die Anzahl der Wochen angegeben, wie lange es insgesamt auf Platz eins verweilte.

### Studioalben
| Jahr                               | Titel Pseudonym                                                                      | Höchstplatzierung, Gesamtwochen, AuszeichnungChartplatzierungen (Jahr, Titel, Pseudonym, Platzierungen, Wochen, Auszeichnungen, Anmerkungen) | Höchstplatzierung, Gesamtwochen, AuszeichnungChartplatzierungen (Jahr, Titel, Pseudonym, Platzierungen, Wochen, Auszeichnungen, Anmerkungen) | Höchstplatzierung, Gesamtwochen, AuszeichnungChartplatzierungen (Jahr, Titel, Pseudonym, Platzierungen, Wochen, Auszeichnungen, Anmerkungen) | Höchstplatzierung, Gesamtwochen, AuszeichnungChartplatzierungen (Jahr, Titel, Pseudonym, Platzierungen, Wochen, Auszeichnungen, Anmerkungen) | Höchstplatzierung, Gesamtwochen, AuszeichnungChartplatzierungen (Jahr, Titel, Pseudonym, Platzierungen, Wochen, Auszeichnungen, Anmerkungen) | Höchstplatzierung, Gesamtwochen, AuszeichnungChartplatzierungen (Jahr, Titel, Pseudonym, Platzierungen, Wochen, Auszeichnungen, Anmerkungen) | Anmerkungen |
| Jahr                               | Titel Pseudonym                                                                      | DE | AT | CH | UK | US | R&B | Anmerkungen |
| ---------------------------------- | ------------------------------------------------------------------------------------ | --- | --- | --- | --- | --- | --- | --- |
| 1978                               | For You Prince                                                                       | — | — | — | — | US138 a (6 Wo.)US | R&B21 (24 Wo.)R&B | Erstveröffentlichung: 7. April 1978 Verkäufe: + 950.000                                                              |
| 1979                               | Prince                                                                               | — | — | CH92 a (1 Wo.)CH | UK— SilberUK | US22 Platin · (33 Wo.)US | R&B3 (31 Wo.)R&B | Erstveröffentlichung: 19. Oktober 1979 Verkäufe: + 2.080.000                                                         |
| 1980                               | Dirty Mind Prince                                                                    | — | — | CH79 a (1 Wo.)CH | UK61 a (1 Wo.)UK | US45 Gold · (54 Wo.)US | R&B7 (31 Wo.)R&B | Erstveröffentlichung: 8. Oktober 1980 Verkäufe: + 1.540.000                                                          |
| 1981                               | Controversy Prince                                                                   | — | — | — | UK— GoldUK | US21 Platin · (66 Wo.)US | R&B3 (35 Wo.)R&B | Erstveröffentlichung: 14. Oktober 1981 Verkäufe: + 2.320.000                                                         |
| 1982                               | 1999 / 1999 Super Deluxe Prince                                                      | DE37 b (1 Wo.)DE | AT72 b (1 Wo.)AT | CH26 b (4 Wo.)CH | UK28 a Platin · (26 Wo.)UK | US7 a ×4Vierfachplatin · (163 Wo.)US | R&B4 (94 Wo.)R&B | Erstveröffentlichung: 27. Oktober 1982 1999 Super Deluxe: 29. November 2019 Verkäufe: + 7.010.000                    |
| 1984                               | Purple Rain / Purple Rain Deluxe Prince and The Revolution / Prince                  | DE5 ×3Dreifachgold · (54 Wo.)DE | AT8 Gold · (28 Wo.)AT | CH7 Platin · (39 Wo.)CH | UK4 a ×2Doppelplatin · (107 Wo.)UK | US1 (24) ×3Diamant + Dreifachplatin · (167 Wo.)US                                                                                            | R&B1 (19) (57 Wo.)R&B | Erstveröffentlichung: 25. Juni 1984 Purple Rain Deluxe: 23. Juni 2017 Verkäufe: + 25.000.000                         |
| 1985                               | Around the World in a Day Prince and The Revolution                                  | DE10 (24 Wo.)DE | AT7 (6 Wo.)AT | CH8 (11 Wo.)CH | UK5 Gold · (21 Wo.)UK | US1 (3) ×2Doppelplatin · (44 Wo.)US | R&B4 (43 Wo.)R&B | Erstveröffentlichung: 22. April 1985 Verkäufe: + 5.000.000                                                           |
| 1986                               | Parade Prince and The Revolution                                                     | DE6 Gold · (28 Wo.)DE | AT7 Gold · (14 Wo.)AT | CH2 Gold · (17 Wo.)CH | UK4 Platin · (28 Wo.)UK | US3 Platin · (29 Wo.)US | R&B2 (26 Wo.)R&B | Erstveröffentlichung: 31. März 1986 Verkäufe: + 4.560.000                                                            |
| 1987                               | Sign “☮” the Times / Sign o’ the Times Super Deluxe Prince                           | DE3 c Gold · (29 Wo.)DE | AT2 (28 Wo.)AT | CH1 (1) Gold · (27 Wo.)CH | UK4 Platin · (37 Wo.)UK | US6 Platin · (59 Wo.)US | R&B4 (49 Wo.)R&B | Erstveröffentlichung: 30. März 1987 Sign o’ the Times Super Deluxe: 25. September 2020 Verkäufe: + 5.250.000         |
| 1988                               | Lovesexy Prince                                                                      | DE4 Gold · (24 Wo.)DE | AT3 Gold · (28 Wo.)AT | CH1 (2) Gold · (12 Wo.)CH | UK1 (1) Platin · (36 Wo.)UK | US11 Gold · (21 Wo.)US | R&B5 (17 Wo.)R&B | Erstveröffentlichung: 6. Mai 1988 Verkäufe: + 3.390.000                                                              |
| 1989                               | Batman Prince                                                                        | DE3 Gold · (25 Wo.)DE | AT3 (20 Wo.)AT | CH1 (2) Gold · (19 Wo.)CH | UK1 (1) Platin · (23 Wo.)UK | US1 (6) ×2Doppelplatin · (36 Wo.)US | R&B5 (29 Wo.)R&B | Erstveröffentlichung: 19. Juni 1989 Verkäufe: + 6.680.000                                                            |
| 1990                               | Graffiti Bridge Prince                                                               | DE4 (14 Wo.)DE | AT8 (9 Wo.)AT | CH2 Gold · (9 Wo.)CH | UK1 (1) Gold · (8 Wo.)UK | US6 Gold · (24 Wo.)US | R&B6 (21 Wo.)R&B | Erstveröffentlichung: 20. August 1990 Verkäufe: + 2.550.000                                                          |
| 1991                               | Diamonds and Pearls / Diamonds and Pearls Deluxe Prince and The New Power Generation | DE8 Platin · (57 Wo.)DE | AT4 Platin · (33 Wo.)AT | CH3 Platin · (33 Wo.)CH | UK2 ×3Dreifachplatin · (61 Wo.)UK | US3 ×2Doppelplatin · (47 Wo.)US | R&B1 (1) (43 Wo.)R&B | Erstveröffentlichung: 27. September 1991 Diamonds and Pearls Deluxe: 27. Oktober 2023 Verkäufe: + 7.100.000          |
| 1992                               | Love Symbol Prince and The New Power Generation                                      | DE5 (19 Wo.)DE | AT1 (1) Gold · (16 Wo.)AT | CH4 Gold · (12 Wo.)CH | UK1 (1) Platin · (21 Wo.)UK | US5 Platin · (35 Wo.)US | R&B8 (35 Wo.)R&B | Erstveröffentlichung: 2. Oktober 1992 Verkäufe: + 3.090.000                                                          |
| 1994                               | Come Prince                                                                          | DE9 (11 Wo.)DE | AT4 (10 Wo.)AT | CH4 (13 Wo.)CH | UK1 (1) Gold · (9 Wo.)UK | US15 Gold · (10 Wo.)US | R&B2 (13 Wo.)R&B | Erstveröffentlichung: 15. August 1994 Verkäufe: + 1.270.000                                                          |
| 1994                               | Black Album Prince                                                                   | DE49 (9 Wo.)DE | AT7 (8 Wo.)AT | CH8 (11 Wo.)CH | UK36 (5 Wo.)UK | US47 (11 Wo.)US | R&B18 (13 Wo.)R&B | Erstveröffentlichung: 21. November 1994 Verkäufe: + 820.000                                                          |
| 1995                               | The Gold Experience Symbol                                                           | DE24 (8 Wo.)DE | AT28 (6 Wo.)AT | CH7 (8 Wo.)CH | UK4 Gold · (13 Wo.)UK | US6 Gold · (9 Wo.)US | R&B2 (18 Wo.)R&B | Erstveröffentlichung: 25. September 1995 Verkäufe: + 1.130.000                                                       |
| 1996                               | Chaos and Disorder Symbol                                                            | DE42 (8 Wo.)DE | AT17 (9 Wo.)AT | CH21 (9 Wo.)CH | UK14 (5 Wo.)UK | US26 (4 Wo.)US | — | Erstveröffentlichung: 9. Juli 1996 Verkäufe: + 450.000                                                               |
| 1996                               | Emancipation Symbol                                                                  | DE21 (10 Wo.)DE | AT13 (9 Wo.)AT | CH1 (1) (11 Wo.)CH | UK18 Gold · (7 Wo.)UK | US11 ×2Doppelplatin · (21 Wo.)US | R&B6 (26 Wo.)R&B | Erstveröffentlichung: 19. November 1996 Verkäufe: + 2.752.000                                                        |
| 1998                               | Crystal Ball / Kamasutra Symbol / The NPG Orchestra                                  | DEn. v.DE | ATn. v.AT | CHn. v.CH | UKn. v.UK | US62 (5 Wo.)US | R&B59 (4 Wo.)R&B | Erstveröffentlichung: 29. Januar 1998 Verkäufe: + 175.000                                                            |
| 1998                               | The Truth Symbol                                                                     | — | — | — | — | US64 d (1 Wo.)US | R&B32 (1 Wo.)R&B | Erstveröffentlichung: 29. Januar 1998 Verkäufe: + 13.000                                                             |
| 1999                               | The Vault … Old Friends 4 Sale Prince                                                | DE44 (5 Wo.)DE | AT40 (4 Wo.)AT | CH21 (6 Wo.)CH | UK47 (1 Wo.)UK | US85 (5 Wo.)US | R&B27 (8 Wo.)R&B | Erstveröffentlichung: 24. August 1999 Verkäufe: + 300.000                                                            |
| 1999                               | Rave Un2 the Joy Fantastic Symbol                                                    | DE39 e (5 Wo.)DE | AT44 (2 Wo.)AT | CH19 (12 Wo.)CH | — | US18 Gold · (15 Wo.)US | R&B8 (16 Wo.)R&B | Erstveröffentlichung: 9. November 1999 Verkäufe: + 820.000                                                           |
| 2001                               | The Rainbow Children Prince                                                          | DE29 f (1 Wo.)DE | AT60 f (1 Wo.)AT | CH30 f (4 Wo.)CH | — | US109 (2 Wo.)US | R&B33 (7 Wo.)R&B | Erstveröffentlichung: 16. Oktober 2001 Verkäufe: + 320.000                                                           |
| 2002                               | One Nite Alone … Prince                                                              | DE*DE | AT*AT | CH*CH | UK*UK | US*US | — | Erstveröffentlichung: 14. Mai 2002 Verkäufe: + 15.000 * siehe Up All Nite with Prince: The One Nite Alone Collection |
| 2003                               | Xpectation Prince                                                                    | — | — | — | — | — | — | Erstveröffentlichung: 1. Januar 2003 Verkäufe: + 10.000                                                              |
| 2003                               | N.E.W.S Prince                                                                       | DE93 (2 Wo.)DE | — | — | — | — | — | Erstveröffentlichung: 30. Juni 2003 Verkäufe: + 60.000                                                               |
| 2004                               | Musicology Prince                                                                    | DE4 (14 Wo.)DE | AT4 (12 Wo.)AT | CH2 Gold · (17 Wo.)CH | UK3 Gold · (7 Wo.)UK | US3 ×2Doppelplatin · (26 Wo.)US | R&B3 (38 Wo.)R&B | Erstveröffentlichung: 27. März 2004 Verkäufe: + 2.830.000                                                            |
| 2004                               | The Chocolate Invasion (Download-Album) Prince                                       | — | — | — | — | — | — | Erstveröffentlichung: 29. März 2004 Verkäufe: + 10.000                                                               |
| 2004                               | The Slaughterhouse (Download-Album) Prince                                           | — | — | — | — | — | — | Erstveröffentlichung: 29. März 2004 Verkäufe: + 10.000                                                               |
| 2006                               | 3121 Prince                                                                          | DE4 (12 Wo.)DE | AT15 (8 Wo.)AT | CH1 (1) Gold · (13 Wo.)CH | UK9 Silber · (4 Wo.)UK | US1 (1) Gold · (16 Wo.)US | R&B1 (1) (24 Wo.)R&B | Erstveröffentlichung: 21. März 2006 Verkäufe: + 1.080.000                                                            |
| 2007                               | Planet Earth Prince and The New Power Generation                                     | DE7 (7 Wo.)DE | AT11 (6 Wo.)AT | CH1 (2) Gold · (10 Wo.)CH | UKn. v.UK | US3 (10 Wo.)US | R&B1 (1) (18 Wo.)R&B | Erstveröffentlichung: 15. Juli 2007 Verkäufe: + 520.000                                                              |
| 2009                               | Lotusflow3r / MPLSound / Elixer Prince / Prince / Bria Valente                       | DEn. v.DE | ATn. v.AT | CHn. v.CH | UKn. v.UK | US2 (27 Wo.)US | R&B1 (1) (67 Wo.)R&B | Erstveröffentlichung: 24. März 2009 Verkäufe: + 700.000                                                              |
| 2010                               | 20Ten Prince                                                                         | DE* gDE | AT* gAT | CH* gCH | UK* hUK | USn. v.US | R&Bn. v.R&B | Erstveröffentlichung: 10. Juli 2010                                                                                  |
| 2014                               | Art Official Age Prince                                                              | DE18 (5 Wo.)DE | AT8 (3 Wo.)AT | CH4 (7 Wo.)CH | UK8 (4 Wo.)UK | US5 (10 Wo.)US | R&B1 (1) (20 Wo.)R&B | Erstveröffentlichung: 26. September 2014 Verkäufe: + 350.000                                                         |
| 2014                               | Plectrumelectrum Prince & 3rdEyeGirl                                                 | DE31 (2 Wo.)DE | AT10 (2 Wo.)AT | CH8 (5 Wo.)CH | UK11 (2 Wo.)UK | US8 (4 Wo.)US | — | Erstveröffentlichung: 26. September 2014 Verkäufe: + 190.000                                                         |
| 2015                               | HITnRun Phase One Prince                                                             | DE53 i (2 Wo.)DE | AT53 a (3 Wo.)AT | CH27 a (6 Wo.)CH | UK50 (3 Wo.)UK | US48 a (7 Wo.)US | R&B4 (22 Wo.)R&B | Erstveröffentlichung: 7. September 2015 Verkäufe: + 180.000                                                          |
| 2015                               | HITnRUN Phase Two Prince                                                             | DE21 a (2 Wo.)DE | AT20 a (3 Wo.)AT | CH9 a (5 Wo.)CH | UK21 a (1 Wo.)UK | US40 a (3 Wo.)US | R&B5 (13 Wo.)R&B | Erstveröffentlichung: 12. Dezember 2015 Verkäufe: + 150.000                                                          |
| Postum veröffentlichte Studioalben |                                                                                      | | | | | | | |
|                                    |                                                                                      | | | | | | | |
| 2018                               | Piano & A Microphone 1983 Prince                                                     | DE12 (3 Wo.)DE | AT10 (3 Wo.)AT | CH6 (5 Wo.)CH | UK12 (1 Wo.)UK | US11 (2 Wo.)US | R&B7 (1 Wo.)R&B | Erstveröffentlichung: 21. September 2018 Verkäufe: + 100.000                                                         |
| 2019                               | Originals Prince                                                                     | DE26 (2 Wo.)DE | AT34 (2 Wo.)AT | CH9 (5 Wo.)CH | UK21 (2 Wo.)UK | US15 (3 Wo.)US | R&B9 (2 Wo.)R&B | Erstveröffentlichung: 7. Juni 2019 Verkäufe: + 68.000                                                                |
| 2021                               | Welcome 2 America Prince                                                             | DE3 (5 Wo.)DE | AT3 (4 Wo.)AT | CH2 (8 Wo.)CH | UK5 (1 Wo.)UK | US4 (2 Wo.)US | R&B2 (1 Wo.)R&B | Erstveröffentlichung: 30. Juli 2021 Verkäufe: + 220.000                                                              |

grau schraffiert: keine Chartdaten aus diesem Jahr verfügbar

### Livealben
| Jahr                             | Titel Pseudonym                                                                    | Höchstplatzierung, Gesamtwochen, AuszeichnungChartplatzierungen (Jahr, Titel, Pseudonym, Platzierungen, Wochen, Auszeichnungen, Anmerkungen) | Höchstplatzierung, Gesamtwochen, AuszeichnungChartplatzierungen (Jahr, Titel, Pseudonym, Platzierungen, Wochen, Auszeichnungen, Anmerkungen) | Höchstplatzierung, Gesamtwochen, AuszeichnungChartplatzierungen (Jahr, Titel, Pseudonym, Platzierungen, Wochen, Auszeichnungen, Anmerkungen) | Höchstplatzierung, Gesamtwochen, AuszeichnungChartplatzierungen (Jahr, Titel, Pseudonym, Platzierungen, Wochen, Auszeichnungen, Anmerkungen) | Höchstplatzierung, Gesamtwochen, AuszeichnungChartplatzierungen (Jahr, Titel, Pseudonym, Platzierungen, Wochen, Auszeichnungen, Anmerkungen) | Höchstplatzierung, Gesamtwochen, AuszeichnungChartplatzierungen (Jahr, Titel, Pseudonym, Platzierungen, Wochen, Auszeichnungen, Anmerkungen) | Anmerkungen |
| Jahr                             | Titel Pseudonym                                                                    | DE | AT | CH | UK | US | R&B | Anmerkungen |
| -------------------------------- | ---------------------------------------------------------------------------------- | --- | --- | --- | --- | --- | --- | --- |
| 2002                             | One Nite Alone … Live! Prince and The New Power Generation                         | DE58 f (1 Wo.)DE | — | CH36 f (1 Wo.)CH | — | — | — | Erstveröffentlichung: 24. November 2002 Wiederveröffentlichung: 29. Mai 2020 Verkäufe: + 30.000                                              |
| 2002                             | One Nite Alone … The Aftershow: It Ain’t Over! Prince and The New Power Generation | — | — | — | — | — | — | Erstveröffentlichung: 24. November 2002 Wiederveröffentlichung: 29. Mai 2020                                                                 |
| 2003                             | C-Note Prince and The New Power Generation                                         | — | — | — | — | — | — | Erstveröffentlichung: 3. Januar 2003 Verkäufe: + 10.000                                                                                      |
| 2008                             | Indigo Nights Prince                                                               | — | — | — | — | — | — | Erstveröffentlichung: 30. September 2008 Verkäufe: + 20.000                                                                                  |
| Postum veröffentlichte Livealben |                                                                                    | | | | | | | |
|                                  |                                                                                    | | | | | | | |
| 2020                             | Up All Nite with Prince: The One Nite Alone Collection Prince                      | DE30 (1 Wo.)DE | — | CH61 (1 Wo.)CH | — | — | — | Erstveröffentlichung: 29. Mai 2020 Neuauflage von One Nite Alone … Live!, inklusive One Nite Alone … und Live at the Aladdin Las Vegas (DVD) |
| 2022                             | Prince and the Revolution: Live Prince                                             | DE8 (3 Wo.)DE | AT15 (1 Wo.)AT | CH7 (2 Wo.)CH | UK21 (1 Wo.)UK | US22 (1 Wo.)US | R&B11 (1 Wo.)R&B | Erstveröffentlichung auf VHS: 29. Juli 1985 Erstveröffentlichung als DoCD: 3. Juni 2022 Verkäufe: + 17.000                                   |
| 2023                             | Live at Glam Slam Prince and The New Power Generation                              | — | — | — | — | — | — | Erstveröffentlichung: 11. Oktober 2023 Nur als 3-LP-Set und Stream erhältlich                                                                |

### Kompilationen
| Jahr                                 | Titel Pseudonym                | Höchstplatzierung, Gesamtwochen, AuszeichnungChartplatzierungen (Jahr, Titel, Pseudonym, Platzierungen, Wochen, Auszeichnungen, Anmerkungen) | Höchstplatzierung, Gesamtwochen, AuszeichnungChartplatzierungen (Jahr, Titel, Pseudonym, Platzierungen, Wochen, Auszeichnungen, Anmerkungen) | Höchstplatzierung, Gesamtwochen, AuszeichnungChartplatzierungen (Jahr, Titel, Pseudonym, Platzierungen, Wochen, Auszeichnungen, Anmerkungen) | Höchstplatzierung, Gesamtwochen, AuszeichnungChartplatzierungen (Jahr, Titel, Pseudonym, Platzierungen, Wochen, Auszeichnungen, Anmerkungen) | Höchstplatzierung, Gesamtwochen, AuszeichnungChartplatzierungen (Jahr, Titel, Pseudonym, Platzierungen, Wochen, Auszeichnungen, Anmerkungen) | Höchstplatzierung, Gesamtwochen, AuszeichnungChartplatzierungen (Jahr, Titel, Pseudonym, Platzierungen, Wochen, Auszeichnungen, Anmerkungen) | Anmerkungen                                                    |
| Jahr                                 | Titel Pseudonym                | DE | AT | CH | UK | US | R&B | Anmerkungen                                                    |
| ------------------------------------ | ------------------------------ | --- | --- | --- | --- | --- | --- | -------------------------------------------------------------- |
| 1993                                 | The Hits/The B-Sides Prince    | DE58 (8 Wo.)DE | — | CH9 (10 Wo.)CH | UK4 Gold · (18 Wo.)UK | US4 a Platin · (18 Wo.)US | R&B6 (20 Wo.)R&B | Erstveröffentlichung: 13. September 1993 Verkäufe: + 2.300.000 |
| 1993                                 | The Hits 1 Prince              | DE20 (11 Wo.)DE | AT7 (13 Wo.)AT | CH22 (5 Wo.)CH | UK5 Platin · (36 Wo.)UK | US46 Platin · (20 Wo.)US | R&B14 (21 Wo.)R&B | Erstveröffentlichung: 13. September 1993 Verkäufe: + 4.080.000 |
| 1993                                 | The Hits 2 Prince              | DE19 (11 Wo.)DE | AT9 (14 Wo.)AT | CH10 (9 Wo.)CH | UK5 Platin · (32 Wo.)UK | US54 Platin · (22 Wo.)US | R&B23 (22 Wo.)R&B | Erstveröffentlichung: 13. September 1993 Verkäufe: + 4.190.000 |
| 2001                                 | The Very Best of Prince Prince | DE5 a Gold · (14 Wo.)DE | AT5 a (20 Wo.)AT | CH1 (1) a (19 Wo.)CH | UK2 ×3Dreifachplatin · (54 Wo.)UK | US1 (1) a Platin · (68 Wo.)US | R&B35 (10 Wo.)R&B | Erstveröffentlichung: 31. Juli 2001 Verkäufe: + 5.250.000      |
| 2006                                 | Ultimate Prince                | DE19 a (3 Wo.)DE | AT22 a (5 Wo.)AT | CH9 a (8 Wo.)CH | UK3 a Platin · (27 Wo.)UK | US6 a (16 Wo.)US | R&B31 (7 Wo.)R&B | Erstveröffentlichung: 21. August 2006 Verkäufe: + 1.510.000    |
| Postum veröffentlichte Kompilationen |                                | | | | | | |                                                                |
|                                      |                                | | | | | | |                                                                |
| 2016                                 | 4Ever Prince                   | DE87 (1 Wo.)DE | AT64 (1 Wo.)AT | CH21 (3 Wo.)CH | UK21 Gold · (42 Wo.)UK | US33 (26 Wo.)US | R&B4 (17 Wo.)R&B | Erstveröffentlichung: 22. November 2016 Verkäufe: + 510.000    |
| 2018                                 | Anthology: 1995–2010 Prince    | — | — | CH100 (1 Wo.)CH | — | — | — | Erstveröffentlichung: 17. August 2018 Verkäufe: + 5.000        |

### Remixalben
| Jahr | Titel Pseudonym                                   | Höchstplatzierung, Gesamtwochen, AuszeichnungChartplatzierungen (Jahr, Titel, Pseudonym, Platzierungen, Wochen, Auszeichnungen, Anmerkungen) | Höchstplatzierung, Gesamtwochen, AuszeichnungChartplatzierungen (Jahr, Titel, Pseudonym, Platzierungen, Wochen, Auszeichnungen, Anmerkungen) | Höchstplatzierung, Gesamtwochen, AuszeichnungChartplatzierungen (Jahr, Titel, Pseudonym, Platzierungen, Wochen, Auszeichnungen, Anmerkungen) | Höchstplatzierung, Gesamtwochen, AuszeichnungChartplatzierungen (Jahr, Titel, Pseudonym, Platzierungen, Wochen, Auszeichnungen, Anmerkungen) | Höchstplatzierung, Gesamtwochen, AuszeichnungChartplatzierungen (Jahr, Titel, Pseudonym, Platzierungen, Wochen, Auszeichnungen, Anmerkungen) | Höchstplatzierung, Gesamtwochen, AuszeichnungChartplatzierungen (Jahr, Titel, Pseudonym, Platzierungen, Wochen, Auszeichnungen, Anmerkungen) | Anmerkungen                                                                                      |
| Jahr | Titel Pseudonym                                   | DE | AT | CH | UK | US | R&B | Anmerkungen                                                                                      |
| ---- | ------------------------------------------------- | --- | --- | --- | --- | --- | --- | ------------------------------------------------------------------------------------------------ |
| 1985 | His Majesty’s Pop Life/The Purple Mix Club Prince | — | — | — | — | US184 j (1 Wo.)US | — | Erstveröffentlichung: Ende 1985 Wiederveröffentlichung: 13. April 2019 Verkäufe: + 14.500        |
| 1995 | The Versace Experience (Prelude 2 Gold) Symbol    | DE59 k (1 Wo.)DE | AT50 k (1 Wo.)AT | CH30 k (1 Wo.)CH | UK83 k (1 Wo.)UK | US170 k (1 Wo.)US | — | Erstveröffentlichung: 8. Juli 1995 Wiederveröffentlichung: 13. September 2019 Verkäufe: + 50.000 |
| 2001 | Rave In2 the Joy Fantastic Symbol                 | — | — | — | — | — | — | Erstveröffentlichung: 29. April 2001 Wiederveröffentlichung: 26. April 2019 Verkäufe: + 20.000   |

### EPs
| Jahr | Titel Pseudonym                                                                       | Höchstplatzierung, Gesamtwochen, AuszeichnungChartplatzierungen (Jahr, Titel, Pseudonym, Platzierungen, Wochen, Auszeichnungen, Anmerkungen) | Höchstplatzierung, Gesamtwochen, AuszeichnungChartplatzierungen (Jahr, Titel, Pseudonym, Platzierungen, Wochen, Auszeichnungen, Anmerkungen) | Höchstplatzierung, Gesamtwochen, AuszeichnungChartplatzierungen (Jahr, Titel, Pseudonym, Platzierungen, Wochen, Auszeichnungen, Anmerkungen) | Höchstplatzierung, Gesamtwochen, AuszeichnungChartplatzierungen (Jahr, Titel, Pseudonym, Platzierungen, Wochen, Auszeichnungen, Anmerkungen) | Höchstplatzierung, Gesamtwochen, AuszeichnungChartplatzierungen (Jahr, Titel, Pseudonym, Platzierungen, Wochen, Auszeichnungen, Anmerkungen) | Höchstplatzierung, Gesamtwochen, AuszeichnungChartplatzierungen (Jahr, Titel, Pseudonym, Platzierungen, Wochen, Auszeichnungen, Anmerkungen) | Anmerkungen                                                                                |
| Jahr | Titel Pseudonym                                                                       | DE | AT | CH | UK | US | R&B | Anmerkungen                                                                                |
| ---- | ------------------------------------------------------------------------------------- | --- | --- | --- | --- | --- | --- | ------------------------------------------------------------------------------------------ |
| 1989 | The Scandalous Sex Suite Prince                                                       | — | AT25 l (4 Wo.)AT | — | — | — | — | Erstveröffentlichung: 1. Dezember 1989 Feat. Kim Basinger                                  |
| 1990 | New Power Generation Remixes Prince                                                   | — | — | — | — | — | — | Erstveröffentlichung: 29. November 1990 Feat. Mavis Staples, Rosie Gaines, Tevin Campbell  |
| 1991 | Gett Off Remix EP Prince and The New Power Generation                                 | — | — | — | UK33 l (3 Wo.)UK | — | — | Erstveröffentlichung: 12. August 1991 Feat. Steve Hurley                                   |
| 1991 | Cream Remixes Prince and The New Power Generation                                     | — | — | — | — | — | — | Erstveröffentlichung: 4. November 1991 Feat. Jevetta Steele, Junior Vasquez                |
| 1992 | My Name Is Prince Remixes Prince and The New Power Generation                         | — | — | — | UK51 m (1 Wo.)UK | — | — | Erstveröffentlichung: 22. Oktober 1992                                                     |
| 1992 | 7 Remixes Prince and The New Power Generation                                         | — | — | — | — | — | — | Erstveröffentlichung: 3. Dezember 1992                                                     |
| 1994 | The Beautiful Experience Symbol                                                       | DE29 l (9 Wo.)DE | AT16 l (3 Wo.)AT | CH4 m (1 Wo.)CH | UK18 m (5 Wo.)UK | US92 l (12 Wo.)US | R&B29 l (12 Wo.)R&B | Erstveröffentlichung: 17. Mai 1994 Verkäufe: + 550.000                                     |
| 1994 | Letitgo Remixes Prince                                                                | — | — | — | — | — | — | Erstveröffentlichung: 27. September 1994 Feat. Quincy Jones III                            |
| 1994 | Space Remixes Prince                                                                  | — | — | — | — | — | — | Erstveröffentlichung: 1. November 1994                                                     |
| 1995 | Eye Hate U Remixes Symbol                                                             | — | — | — | — | — | — | Erstveröffentlichung: 19. September 1995                                                   |
| 1999 | 1999–The New Master Prince and The Revolution und Prince and The New Power Generation | — | — | — | — | US150 l (1 Wo.)US | R&B58 l (2 Wo.)R&B | Erstveröffentlichung: 2. Februar 1999 Verkäufe: + 50.000                                   |
| 1999 | The Greatest Romance Ever Sold Remixes Symbol                                         | — | — | — | — | — | — | Erstveröffentlichung: 23. November 1999 Feat.Eve, Jason Nevins, Maceo Parker, The Neptunes |
| 2013 | The Breakfast Experience Prince                                                       | — | — | — | — | — | — | Erstveröffentlichung: 24. Oktober 2013 Download-EP                                         |

## Singles
Sofern nicht anders angegeben, bezieht sich das Datum der Erstveröffentlichung auf die USA.

| Jahr | Titel Album                                                                                                   | Höchstplatzierung, Gesamtwochen, AuszeichnungChartplatzierungen (Jahr, Titel, Album, Platzierungen, Wochen, Auszeichnungen, Anmerkungen) | Höchstplatzierung, Gesamtwochen, AuszeichnungChartplatzierungen (Jahr, Titel, Album, Platzierungen, Wochen, Auszeichnungen, Anmerkungen) | Höchstplatzierung, Gesamtwochen, AuszeichnungChartplatzierungen (Jahr, Titel, Album, Platzierungen, Wochen, Auszeichnungen, Anmerkungen) | Höchstplatzierung, Gesamtwochen, AuszeichnungChartplatzierungen (Jahr, Titel, Album, Platzierungen, Wochen, Auszeichnungen, Anmerkungen) | Höchstplatzierung, Gesamtwochen, AuszeichnungChartplatzierungen (Jahr, Titel, Album, Platzierungen, Wochen, Auszeichnungen, Anmerkungen) | Höchstplatzierung, Gesamtwochen, AuszeichnungChartplatzierungen (Jahr, Titel, Album, Platzierungen, Wochen, Auszeichnungen, Anmerkungen) | Anmerkungen |
| Jahr | Titel Album                                                                                                   | DE | AT | CH | UK | US | R&B | Anmerkungen |
| --- | --- | --- | --- | --- | --- | --- | --- | --- |
| 1978 | Soft and Wet For You                                                                                          | DEn. v.DE | ATn. v.AT | CHn. v.CH | UKn. v.UK | US92 (4 Wo.)US | R&B12 (20 Wo.)R&B | Erstveröffentlichung: 7. Juni 1978 Verkäufe: + 210.000                                                            |
| 1978 | Just as Long as We’re Together For You                                                                        | DEn. v.DE | ATn. v.AT | CHn. v.CH | UKn. v.UK | — | R&B91 (7 Wo.)R&B | Erstveröffentlichung: 21. November 1978 Verkäufe: + 30.000                                                        |
| 1979 | I Wanna Be Your Lover Prince                                                                                  | — | — | — | UK41 Silber · (3 Wo.)UK | US11 Gold · (16 Wo.)US | R&B1 (2) (23 Wo.)R&B | Erstveröffentlichung: 24. August 1979 Verkäufe: + 1.510.000                                                       |
| 1980 | Why You Wanna Treat Me So Bad? Prince                                                                         | DEn. v.DE | ATn. v.AT | CHn. v.CH | UKn. v.UK | — | R&B13 (15 Wo.)R&B | Erstveröffentlichung: 23. Januar 1980 Verkäufe: + 90.000                                                          |
| 1980 | Still Waiting Prince                                                                                          | DEn. v.DE | ATn. v.AT | CHn. v.CH | UKn. v.UK | — | R&B65 (8 Wo.)R&B | Erstveröffentlichung: 25. März 1980 Verkäufe: + 40.000                                                            |
| 1980 | Sexy Dancer Prince                                                                                            | DEn. v.DE | ATn. v.AT | CHn. v.CH | — | USn. v.US | R&Bn. v.R&B | Erstveröffentlichung: 11. April 1980 Verkäufe: + 20.000                                                           |
| 1980 | Uptown Dirty Mind                                                                                             | DEn. v.DE | ATn. v.AT | CHn. v.CH | UKn. v.UK | — | R&B5 (18 Wo.)R&B | Erstveröffentlichung: 10. September 1980 Verkäufe: + 150.000                                                      |
| 1980 | Bambi Prince                                                                                                  | DEn. v.DE | ATn. v.AT | CHn. v.CH | UKn. v.UK | USn. v.US | R&Bn. v.R&B | Erstveröffentlichung: 19. September 1980 Nur in Belgien und Niederlande ausgekoppelt                              |
| 1980 | Dirty Mind | DEn. v.DE | ATn. v.AT | CHn. v.CH | UKn. v.UK | — | R&B65 (6 Wo.)R&B | Erstveröffentlichung: 26. November 1980 Verkäufe: + 40.000                                                        |
| 1980 | Head Dirty Mind                                                                                               | DEn. v.DE | ATn. v.AT | CHn. v.CH | UKn. v.UK | USn. v.US | R&Bn. v.R&B | Erstveröffentlichung: 1980 Nur auf den Philippinen ausgekoppelt                                                   |
| 1981 | Do It All Night Dirty Mind                                                                                    | DEn. v.DE | ATn. v.AT | CHn. v.CH | — | USn. v.US | R&Bn. v.R&B | Erstveröffentlichung: 6. März 1981 Verkäufe: + 10.000                                                             |
| 1981 | Gotta Stop (Messin′ About) The Hits/The B-Sides                                                               | DEn. v.DE | ATn. v.AT | CHn. v.CH | — | USn. v.US | R&Bn. v.R&B | Erstveröffentlichung: 29. Mai 1981 Verkäufe: + 10.000                                                             |
| 1981 | Controversy                                                                                                   | — | — | — | — | US70 (11 Wo.)US | R&B3 (20 Wo.)R&B | Erstveröffentlichung: 2. September 1981 Verkäufe: + 420.000                                                       |
| 1981 | Sexuality Controversy                                                                                         | — | ATn. v.AT | CHn. v.CH | UKn. v.UK | USn. v.US | R&Bn. v.R&B | Erstveröffentlichung: 16. Oktober 1981 Verkäufe: + 20.000                                                         |
| 1982 | Let’s Work Controversy                                                                                        | — | — | — | — | — | R&B9 (16 Wo.)R&B | Erstveröffentlichung: 6. Januar 1982 Verkäufe: + 130.000                                                          |
| 1982 | Do Me, Baby Controversy                                                                                       | DEn. v.DE | ATn. v.AT | CHn. v.CH | UKn. v.UK | — | — | Erstveröffentlichung: 16. Juli 1982 Verkäufe: + 30.000                                                            |
| 1982 | 1999 | — | — | — | UK25 Gold · (8 Wo.)UK | US44 (12 Wo.)US | R&B4 (19 Wo.)R&B | Erstveröffentlichung: 24. September 1982 Verkäufe: + 1.840.000                                                    |
| 1983 | Little Red Corvette 1999                                                                                      | — | — | — | UK54 Silber · (11 Wo.)UK | US6 (22 Wo.)US | R&B15 (17 Wo.)R&B | Erstveröffentlichung: 9. Februar 1983 Verkäufe: + 1.190.000                                                       |
| 1983 | 1999 | — | — | — | — | US12 (15 Wo.)US | — | Wiedereinstieg am 4. Juni 1983                                                                                    |
| 1983 | Delirious 1999                                                                                                | — | — | — | UKn. v.UK | US8 (18 Wo.)US | R&B18 (15 Wo.)R&B | Erstveröffentlichung: 17. August 1983 Verkäufe: + 780.000                                                         |
| 1983 | Automatic 1999                                                                                                | DEn. v.DE | ATn. v.AT | CHn. v.CH | UKn. v.UK | USn. v.US | R&Bn. v.R&B | Erstveröffentlichung: August 1983 Nur in Australien ausgekoppelt                                                  |
| 1983 | Let’s Pretend We’re Married 1999                                                                              | DEn. v.DE | ATn. v.AT | CHn. v.CH | UKn. v.UK | US52 (10 Wo.)US | R&B55 (8 Wo.)R&B | Erstveröffentlichung: 23. November 1983 Verkäufe: + 270.000                                                       |
| 1984 | When Doves Cry Purple Rain                                                                                    | DE16 (18 Wo.)DE | AT19 (2 Wo.)AT | CH17 (9 Wo.)CH | UK4 Platin · (15 Wo.)UK | US1 (5) Platin · (21 Wo.)US | R&B1 (8) (20 Wo.)R&B | Erstveröffentlichung: 16. Mai 1984 Verkäufe: + 3.520.000                                                          |
| 1984 | Let’s Go Crazy Purple Rain                                                                                    | — | — | — | UK7 Silber · (10 Wo.)UK | US1 (2) Gold · (19 Wo.)US | R&B1 (1) (17 Wo.)R&B | Erstveröffentlichung: 18. Juli 1984 Verkäufe: + 2.520.000                                                         |
| 1984 | Purple Rain                                                                                                   | DE5 (16 Wo.)DE | AT4 (12 Wo.)AT | CH5 (11 Wo.)CH | UK8 ×2Doppelplatin · (16 Wo.)UK | US2 Gold · (16 Wo.)US | R&B4 (14 Wo.)R&B | Erstveröffentlichung: 26. September 1984 Verkäufe: + 2.427.500                                                    |
| 1984 | I Would Die 4 U Purple Rain                                                                                   | — | — | — | UK58 (8 Wo.)UK | US8 (15 Wo.)US | R&B11 (11 Wo.)R&B | Erstveröffentlichung: 28. November 1984 Verkäufe: + 1.080.000                                                     |
| 1984 | 1999 / Little Red Corvette 1999                                                                               | — | — | — | UK2 Silber · (11 Wo.)UK | USn. v.US | R&Bn. v.R&B | Wiederveröffentlichung: 21. Dezember 1984 Verkäufe: + 710.000                                                     |
| 1985 | Take Me with U (Duett mit Apollonia Kotero) Purple Rain                                                       | DEn. v.DE | ATn. v.AT | CHn. v.CH | UKn. v.UK | US25 (12 Wo.)US | R&B40 (9 Wo.)R&B | Erstveröffentlichung: 25. Januar 1985 Verkäufe: + 370.000                                                         |
| 1985 | Raspberry Beret Around the World in a Day                                                                     | DE35 (10 Wo.)DE | — | — | UK25 Platin · (9 Wo.)UK | US2 (17 Wo.)US | R&B3 (14 Wo.)R&B | Erstveröffentlichung: 15. Mai 1985 Verkäufe: + 1.600.000                                                          |
| 1985 | Paisley Park Around the World in a Day                                                                        | — | — | — | UK18 (12 Wo.)UK | USn. v.US | R&Bn. v.R&B | Erstveröffentlichung: 24. Mai 1985 Verkäufe: + 130.000                                                            |
| 1985 | Pop Life Around the World in a Day                                                                            | DE65 (4 Wo.)DE | — | — | UK60 (2 Wo.)UK | US7 (14 Wo.)US | R&B8 (13 Wo.)R&B | Erstveröffentlichung: 10. Juli 1985 Verkäufe: + 630.000                                                           |
| 1985 | America Around the World in a Day                                                                             | — | — | — | UKn. v.UK | US46 (7 Wo.)US | R&B35 (8 Wo.)R&B | Erstveröffentlichung: 2. Oktober 1985 Verkäufe: + 230.000                                                         |
| 1986 | Kiss Parade                                                                                                   | DE4 (17 Wo.)DE | AT8 (12 Wo.)AT | CH3 (11 Wo.)CH | UK6 Platin · (10 Wo.)UK | US1 (2) Gold · (18 Wo.)US | R&B1 (4) (17 Wo.)R&B | Erstveröffentlichung: 5. Februar 1986 Verkäufe: + 2.745.000                                                       |
| 1986 | Mountains Parade                                                                                              | DE32 (8 Wo.)DE | — | — | UK45 (6 Wo.)UK | US23 (11 Wo.)US | R&B15 (12 Wo.)R&B | Erstveröffentlichung: 7. Mai 1986 Verkäufe: + 530.000                                                             |
| 1986 | Anotherloverholenyohead Parade                                                                                | — | — | — | UK36 (3 Wo.)UK | US63 (10 Wo.)US | R&B18 (12 Wo.)R&B | Erstveröffentlichung: 2. Juli 1986 Verkäufe: + 250.000                                                            |
| 1986 | Girls & Boys Parade                                                                                           | DE27 (7 Wo.)DE | — | — | UK11 (9 Wo.)UK | USn. v.US | R&Bn. v.R&B | Erstveröffentlichung: 4. August 1986 (UK) Verkäufe: + 280.000                                                     |
| 1987 | Sign “☮” the Times                                                                                            | DE35 (14 Wo.)DE | AT20 (8 Wo.)AT | CH11 (15 Wo.)CH | UK10 (9 Wo.)UK | US3 (14 Wo.)US | R&B1 (3) (14 Wo.)R&B | Erstveröffentlichung: 18. Februar 1987 Verkäufe: + 1.330.000                                                      |
| 1987 | If I Was Your Girlfriend Sign “☮” the Times                                                                   | — | — | CH15 (5 Wo.)CH | UK20 (6 Wo.)UK | US67 (6 Wo.)US | R&B12 (12 Wo.)R&B | Erstveröffentlichung: 6. Mai 1987 Verkäufe: + 330.000                                                             |
| 1987 | U Got the Look (Duett mit Sheena Easton) Sign “☮” the Times                                                   | DE61 (5 Wo.)DE | AT23 (2 Wo.)AT | — | UK11 (9 Wo.)UK | US2 (25 Wo.)US | R&B11 (14 Wo.)R&B | Erstveröffentlichung: 14. Juli 1987 Verkäufe: + 1.490.000                                                         |
| 1987 | I Could Never Take the Place of Your Man Sign “☮” the Times                                                   | — | — | — | UK29 (6 Wo.)UK | US10 (17 Wo.)US | — | Erstveröffentlichung: 3. November 1987 Verkäufe: + 730.000                                                        |
| 1988 | Alphabet St. Lovesexy                                                                                         | DE18 (11 Wo.)DE | — | CH5 (8 Wo.)CH | UK9 (6 Wo.)UK | US8 (13 Wo.)US | R&B3 (14 Wo.)R&B | Erstveröffentlichung: 15. April 1988 Verkäufe: + 1.130.000                                                        |
| 1988 | Glam Slam Lovesexy                                                                                            | DE33 (9 Wo.)DE | — | — | UK29 (4 Wo.)UK | — | R&B44 (8 Wo.)R&B | Erstveröffentlichung: 11. Juli 1988 Verkäufe: + 320.000                                                           |
| 1988 | I Wish U Heaven Lovesexy                                                                                      | DE53 (4 Wo.)DE | — | — | UK24 (5 Wo.)UK | — | R&B18 (12 Wo.)R&B | Erstveröffentlichung: 20. September 1988 Verkäufe: + 390.000                                                      |
| 1989 | Batdance Batman                                                                                               | DE10 (19 Wo.)DE | AT17 (14 Wo.)AT | CH1 (4) (16 Wo.)CH | UK2 Silber · (12 Wo.)UK | US1 (1) Platin · (18 Wo.)US | R&B1 (1) (15 Wo.)R&B | Erstveröffentlichung: 6. Juni 1989 Verkäufe: + 2.060.000                                                          |
| 1989 | Partyman Batman                                                                                               | DE32 (11 Wo.)DE | — | CH25 (5 Wo.)CH | UK14 (6 Wo.)UK | US18 Gold · (10 Wo.)US | R&B5 (13 Wo.)R&B | Erstveröffentlichung: 25. August 1989 Verkäufe: + 590.000                                                         |
| 1989 | The Arms of Orion (Duett mit Sheena Easton) Batman                                                            | — | — | — | UK27 (7 Wo.)UK | US36 (14 Wo.)US | — | Erstveröffentlichung: 16. Oktober 1989 Verkäufe: + 250.000                                                        |
| 1989 | Scandalous! Batman                                                                                            | — | AT17 (2 Wo.)AT | — | UKn. v.UK | — | R&B5 (15 Wo.)R&B | Erstveröffentlichung: 28. November 1989 Verkäufe: + 180.000                                                       |
| 1990 | The Future Batman                                                                                             | DE39 (9 Wo.)DE | — | CH15 (8 Wo.)CH | UKn. v.UK | USn. v.US | R&Bn. v.R&B | Erstveröffentlichung: 18. Mai 1990 Verkäufe: + 50.000                                                             |
| 1990 | Thieves in the Temple Graffiti Bridge                                                                         | DE21 (12 Wo.)DE | — | CH12 (8 Wo.)CH | UK7 (6 Wo.)UK | US6 Gold · (13 Wo.)US | R&B1 (1) (14 Wo.)R&B | Erstveröffentlichung: 17. Juli 1990 Verkäufe: + 740.000                                                           |
| 1990 | New Power Generation Graffiti Bridge                                                                          | — | — | — | UK26 (4 Wo.)UK | US64 (5 Wo.)US | R&B27 (11 Wo.)R&B | Erstveröffentlichung: 23. Oktober 1990 Verkäufe: + 260.000                                                        |
| 1990 | Can’t Stop This Feeling I Got Graffiti Bridge                                                                 | DEn. v.DE | ATn. v.AT | CHn. v.CH | UKn. v.UK | USn. v.US | R&Bn. v.R&B | Erstveröffentlichung: 20. Dezember 1990 Nur auf den Philippinen veröffentlicht                                    |
| 1991 | Gett Off Diamonds and Pearls                                                                                  | DE13 (15 Wo.)DE | AT9 (10 Wo.)AT | CH3 (15 Wo.)CH | UK4 (8 Wo.)UK | US21 Gold · (14 Wo.)US | R&B6 (17 Wo.)R&B | Erstveröffentlichung: 29. Juli 1991 Verkäufe: + 1.140.000                                                         |
| 1991 | Cream Diamonds and Pearls                                                                                     | DE21 (22 Wo.)DE | AT4 (18 Wo.)AT | CH3 (15 Wo.)CH | UK15 (7 Wo.)UK | US1 (2) Gold · (20 Wo.)US | — | Erstveröffentlichung: 9. September 1991 Verkäufe: + 1.110.000                                                     |
| 1991 | Insatiable Diamonds and Pearls                                                                                | DEn. v.DE | ATn. v.AT | CHn. v.CH | UKn. v.UK | US77 (7 Wo.)US | R&B3 (17 Wo.)R&B | Erstveröffentlichung: 4. November 1991 Verkäufe: + 180.000                                                        |
| 1991 | Diamonds and Pearls                                                                                           | DE28 (14 Wo.)DE | AT19 (11 Wo.)AT | CH7 (11 Wo.)CH | UK25 (6 Wo.)UK | US3 (21 Wo.)US | R&B1 (1) (16 Wo.)R&B | Erstveröffentlichung: 25. November 1991 Verkäufe: + 1.280.000                                                     |
| 1992 | Money Don’t Matter 2 Night Diamonds and Pearls                                                                | DE48 (10 Wo.)DE | AT23 (1 Wo.)AT | CH23 (9 Wo.)CH | UK19 (5 Wo.)UK | US23 (13 Wo.)US | R&B14 (13 Wo.)R&B | Erstveröffentlichung: 3. März 1992 Verkäufe: + 240.000                                                            |
| 1992 | Thunder Diamonds and Pearls                                                                                   | DEn. v.DE | ATn. v.AT | CHn. v.CH | UK28 (3 Wo.)UK | USn. v.US | R&Bn. v.R&B | Erstveröffentlichung: 15. Juni 1992 Nur als limitierte Vinyl Picture Disc in UK veröffentlicht Verkäufe: + 20.000 |
| 1992 | Sexy M.F. Love Symbol                                                                                         | DE11 (17 Wo.)DE | AT6 (12 Wo.)AT | CH8 (17 Wo.)CH | UK4 (7 Wo.)UK | US66 (4 Wo.)US | R&B76 (7 Wo.)R&B | Erstveröffentlichung: 30. Juni 1992 Verkäufe: + 440.000                                                           |
| 1992 | My Name Is Prince Love Symbol                                                                                 | DE19 (10 Wo.)DE | AT7 (5 Wo.)AT | CH14 (10 Wo.)CH | UK7 (5 Wo.)UK | US36 (11 Wo.)US | R&B25 (10 Wo.)R&B | Erstveröffentlichung: 29. September 1992 Verkäufe: + 480.000                                                      |
| 1992 | 7 Love Symbol                                                                                                 | DE77 (7 Wo.)DE | — | CH28 (6 Wo.)CH | UK27 (6 Wo.)UK | US7 Gold · (23 Wo.)US | R&B61 (16 Wo.)R&B | Erstveröffentlichung: 17. November 1992 Verkäufe: + 630.000                                                       |
| 1992 | Damn U Love Symbol                                                                                            | DEn. v.DE | ATn. v.AT | CHn. v.CH | UKn. v.UK | — | R&B32 (18 Wo.)R&B | Erstveröffentlichung: 17. November 1992 Verkäufe: + 90.000                                                        |
| 1993 | The Morning Papers Love Symbol                                                                                | — | — | CH31 (10 Wo.)CH | UK52 (3 Wo.)UK | US44 (11 Wo.)US | R&B68 (7 Wo.)R&B | Erstveröffentlichung: 1. März 1993 (UK) Verkäufe: + 80.000                                                        |
| 1993 | Pink Cashmere The Hits/The B-Sides und The Hits 1                                                             | — | ATn. v.AT | CHn. v.CH | UKn. v.UK | US50 (9 Wo.)US | R&B14 (15 Wo.)R&B | Erstveröffentlichung: 31. August 1993 Verkäufe: + 180.000                                                         |
| 1993 | Peach The Hits/The B-Sides und The Hits 2                                                                     | DE45 (6 Wo.)DE | AT25 (3 Wo.)AT | CH13 (10 Wo.)CH | UK14 (5 Wo.)UK | — | — | Erstveröffentlichung: 4. Oktober 1993 (UK) Verkäufe: + 160.000                                                    |
| 1993 | Controversy The Hits/The B-Sides und The Hits 2                                                               | DEn. v.DE | ATn. v.AT | CHn. v.CH | UK5 (5 Wo.)UK | USn. v.US | R&Bn. v.R&B | Wiederveröffentlichung: 29. November 1993 Nur in UK ausgekoppelt                                                  |
| 1994 | The Most Beautiful Girl in the World The Gold Experience                                                      | DE9 (23 Wo.)DE | AT5 (12 Wo.)AT | CH1 (2) (22 Wo.)CH | UK1 (2) Silber · (14 Wo.)UK | US3 Gold · (26 Wo.)US | R&B2 (23 Wo.)R&B | Erstveröffentlichung: 9. Februar 1994 Verkäufe: + 1.850.000                                                       |
| 1994 | Letitgo Come                                                                                                  | DE45 (11 Wo.)DE | AT29 (2 Wo.)AT | CH21 (11 Wo.)CH | UK30 (4 Wo.)UK | US31 (14 Wo.)US | R&B10 (15 Wo.)R&B | Erstveröffentlichung: 5. August 1994 Verkäufe: + 260.000                                                          |
| 1994 | Space Come | DEn. v.DE | ATn. v.AT | CHn. v.CH | UKn. v.UK | — | R&B71 (6 Wo.)R&B | Erstveröffentlichung: 1. November 1994 Verkäufe: + 50.000                                                         |
| 1995 | Purple Medley –                                                                                               | — | — | — | UK33 (2 Wo.)UK | US84 (2 Wo.)US | R&B74 (3 Wo.)R&B | Erstveröffentlichung: 14. März 1995 Verkäufe: + 180.000                                                           |
| 1995 | Eye Hate U The Gold Experience                                                                                | DE62 (9 Wo.)DE | — | CH31 (5 Wo.)CH | UK20 (3 Wo.)UK | US12 (10 Wo.)US | R&B3 (20 Wo.)R&B | Erstveröffentlichung: 12. September 1995 Verkäufe: + 340.000                                                      |
| 1995 | Gold The Gold Experience                                                                                      | DE58 (13 Wo.)DE | — | — | UK10 (9 Wo.)UK | US88 (2 Wo.)US | R&B92 (5 Wo.)R&B | Erstveröffentlichung: 30. November 1995 Verkäufe: + 220.000                                                       |
| 1996 | Dinner with Delores Chaos and Disorder                                                                        | — | ATn. v.AT | CHn. v.CH | UK36 (2 Wo.)UK | USn. v.US | R&Bn. v.R&B | Erstveröffentlichung: 29. Juli 1996 Verkäufe: + 20.000                                                            |
| 1996 | Betcha by Golly Wow! Emancipation                                                                             | DE62 (9 Wo.)DE | — | CH27 (5 Wo.)CH | UK11 (9 Wo.)UK | USn. v.US | R&Bn. v.R&B | Erstveröffentlichung: 2. Dezember 1996 (UK) Verkäufe: + 130.000                                                   |
| 1997 | The Holy River Emancipation                                                                                   | DE92 (6 Wo.)DE | — | — | UK19 (7 Wo.)UK | USn. v.US | R&Bn. v.R&B | Erstveröffentlichung: 13. Januar 1997 (UK) Verkäufe: + 60.000                                                     |
| 1998 | 1999 (Album Version) 1999                                                                                     | DE86 (4 Wo.)DE | — | — | UK10 (9 Wo.)UK | US40 (1 Wo.)US | R&B45 (1 Wo.)R&B | Wiederveröffentlichung: 28. Dezember 1998 Als CD-Single veröffentlicht                                            |
| 1999 | The Greatest Romance Ever Sold Rave Un2 the Joy Fantastic                                                     | DE79 (7 Wo.)DE | — | — | UK65 (2 Wo.)UK | US63 (13 Wo.)US | R&B23 (20 Wo.)R&B | Erstveröffentlichung: 5. Oktober 1999 Verkäufe: + 150.000                                                         |
| 2000 | U Make My Sun Shine (Duett mit Angie Stone) The Chocolate Invasion und Anthology: 1995–2010                   | — | — | — | — | — | R&B108 (2 Wo.)R&B | Erstveröffentlichung: 21. Dezember 2000 Verkäufe: + 40.000                                                        |
| 2004 | Musicology | DEn. v.DE | — | CH27 (7 Wo.)CH | — | — | R&B44 (17 Wo.)R&B | Erstveröffentlichung: 22. April 2004 Verkäufe: + 30.000                                                           |
| 2004 | Cinnamon Girl Musicology                                                                                      | DE89 (1 Wo.)DE | — | — | UK43 (2 Wo.)UK | — | — | Erstveröffentlichung: 28. September 2004 Verkäufe: + 10.000                                                       |
| 2005 | S.S.T. – | — | — | — | — | — | — | Erstveröffentlichung: 5. September 2005 Benefiz-Single zum Hurricane Katrina Verkäufe: + 40.000                   |
| 2005 | Te Amo Corazón 3121                                                                                           | DE58 (6 Wo.)DE | AT61 (3 Wo.)AT | CH24 (15 Wo.)CH | UKn. v.UK | — | R&B67 (13 Wo.)R&B | Erstveröffentlichung: 13. Dezember 2005 Verkäufe: + 50.000                                                        |
| 2006 | Black Sweat 3121                                                                                              | DE80 (4 Wo.)DE | — | CH52 (6 Wo.)CH | UK43 (2 Wo.)UK | US60 (1 Wo.)US | R&B82 (7 Wo.)R&B | Erstveröffentlichung: 21. Februar 2006 Verkäufe: + 80.000                                                         |
| 2006 | Fury 3121 | — | — | CH92 (1 Wo.)CH | UK60 (1 Wo.)UK | USn. v.US | R&Bn. v.R&B | Erstveröffentlichung: 22. Mai 2006 Verkäufe: + 10.000                                                             |
| 2007 | Guitar Planet Earth                                                                                           | DEn. v.DE | — | CH63 (5 Wo.)CH | UK81 (1 Wo.)UK | USn. v.US | R&Bn. v.R&B | Erstveröffentlichung: 9. Juli 2007 Verkäufe: + 10.000                                                             |
| 2007 | F.U.N.K – | — | — | — | — | — | — | Erstveröffentlichung: 20. November 2007 Download-Single                                                           |
| 2009 | Purple Rain                                                                                                   | — | — | CH51 (2 Wo.)CH | — | — | — | Erstveröffentlichung: 26. September 1984 Wiedereinstieg: 3. Mai 2009                                              |
| 2009 | Dance 4 Me MPLSound                                                                                           | — | — | — | — | — | — | Erstveröffentlichung: 31. August 2009                                                                             |
| 2011 | Extraloveable HITnRUN Phase Two                                                                               | — | — | — | — | — | — | Erstveröffentlichung: 23. November 2011 Download-Single                                                           |
| 2012 | Rock and Roll Love Affair HITnRUN Phase Two                                                                   | — | — | — | — | — | — | Erstveröffentlichung: 22. November 2012                                                                           |
| 2013 | Screwdriver HITnRUN Phase Two                                                                                 | — | — | — | — | — | — | Erstveröffentlichung: 4. Februar 2013 Download-Single                                                             |
| 2013 | Fixurlifeup (feat. 3rdEyeGirl) Plectrumelectrum                                                               | — | — | — | — | — | — | Erstveröffentlichung: 16. Mai 2013 Download-Single                                                                |
| 2013 | Breakfast Can Wait Art Official Age                                                                           | — | — | — | — | — | — | Erstveröffentlichung: 3. September 2013 Download-Single                                                           |
| 2014 | Pretzelbodylogic (feat. 3rdEyeGirl) Plectrumelectrum                                                          | — | — | — | UK90 (1 Wo.)UK | — | — | Erstveröffentlichung: 3. Februar 2014 Download-Single                                                             |
| 2014 | Fallinlove2nite (feat. Zooey Deschanel) HITnRUN Phase One                                                     | — | — | — | — | — | — | Erstveröffentlichung: 17. März 2014 Download-Single                                                               |
| 2014 | The Breakdown Art Official Age                                                                                | — | — | — | — | — | — | Erstveröffentlichung: 18. April 2014 Download-Single                                                              |
| 2015 | Baltimore HITnRUN Phase Two                                                                                   | — | — | — | — | — | — | Erstveröffentlichung: 26. Mai 2015 Download-Single                                                                |
| 2015 | Hardrocklover HITnRUN Phase One                                                                               | — | — | — | — | — | — | Erstveröffentlichung: 7. Juli 2015 Download-Single                                                                |
| 2015 | This Could B Us (Remix) HITnRUN Phase One                                                                     | — | — | — | — | — | — | Erstveröffentlichung: 28. August 2014 Download-Single                                                             |
| 2015 | Free Urself –                                                                                                 | — | — | — | — | — | — | Erstveröffentlichung: 30. September 2014 Download-Single Letzte Single zu Prince’ Lebzeiten                       |
| Folgende Songs erschienen nicht als Single, konnten sich aber über Airplay oder als Download platzieren | | | | | | | | |
| | | | | | | | | |
| 1988 | Hot Thing Sign “☮” the Times                                                                                  | — | — | — | — | US63 (9 Wo.)US | R&B14 (14 Wo.)R&B | Platzierte sich über Airplay Charteinstieg: 6. Februar 1988                                                       |
| 2004 | Call My Name Musicology                                                                                       | — | — | — | — | US75 (18 Wo.)US | R&B27 (29 Wo.)R&B | Platzierte sich über Airplay Charteinstieg: 21. August 2004                                                       |
| 2006 | Satisfied 3121                                                                                                | — | — | — | — | — | R&B70 (11 Wo.)R&B | Platzierte sich über Airplay Charteinstieg: 12. August 2006                                                       |
| 2007 | Future Baby Mama Planet Earth                                                                                 | — | — | — | — | — | R&B39 (20 Wo.)R&B | Platzierte sich über Airplay Charteinstieg: 28. Juli 2007                                                         |
| 2009 | Better with Time MPLSound                                                                                     | — | — | — | — | — | R&B78 (6 Wo.)R&B | Platzierte sich über Airplay Charteinstieg: 12. September 2009                                                    |
| 2016 | Sometimes It Snows in April Parade                                                                            | — | AT69 (1 Wo.)AT | CH64 (1 Wo.)CH | — | — | — | Platzierte sich als Download Charteinstieg: 1. Mai 2016                                                           |
| Singles mit postumen Wiedereinstieg                                                                     | | | | | | | | |
| | | | | | | | | |
| 2016 | Purple Rain                                                                                                   | DE13 (1 Wo.)DE | AT7 (2 Wo.)AT | CH4 n (3 Wo.)CH | UK6 n (3 Wo.)UK | US4 (2 Wo.)US | R&B3 (2 Wo.)R&B | Erstveröffentlichung: 10. September 1984 Wiedereinstieg: 22. April 2016                                           |
| 2016 | 1999 | DE75 (1 Wo.)DE | — | — | UK49 (1 Wo.)UK | US27 (2 Wo.)US | R&B15 (2 Wo.)R&B | Erstveröffentlichung: 24. September 1982 Wiedereinstieg: 29. April 2016                                           |
| 2016 | Little Red Corvette 1999                                                                                      | — | — | — | UK70 (1 Wo.)UK | US20 (2 Wo.)US | R&B11 (2 Wo.)R&B | Erstveröffentlichung: 9. Februar 1983 Wiedereinstieg: 29. April 2016                                              |
| 2016 | When Doves Cry Purple Rain                                                                                    | DE49 (1 Wo.)DE | AT59 (1 Wo.)AT | CH34 (1 Wo.)CH | UK26 (1 Wo.)UK | US8 (2 Wo.)US | R&B5 (2 Wo.)R&B | Erstveröffentlichung: 16. Mai 1984 Wiedereinstieg: 29. April 2016                                                 |
| 2016 | Raspberry Beret Around the World in a Day                                                                     | — | — | — | UK47 (1 Wo.)UK | US33 (2 Wo.)US | R&B20 (1 Wo.)R&B | Erstveröffentlichung: 15. Mai 1985 Wiedereinstieg: 29. April 2016                                                 |
| 2016 | Kiss Parade                                                                                                   | DE29 (1 Wo.)DE | AT21 (1 Wo.)AT | CH11 (1 Wo.)CH | UK38 (1 Wo.)UK | US23 (2 Wo.)US | R&B12 (2 Wo.)R&B | Erstveröffentlichung: 5. Februar 1986 Wiedereinstieg: 29. April 2016                                              |
| 2016 | Sign “☮” the Times                                                                                            | — | — | CH67 (1 Wo.)CH | — | — | — | Erstveröffentlichung: 18. Februar 1987 Wiedereinstieg: 1. Mai 2016                                                |
| 2016 | Cream Diamonds and Pearls                                                                                     | — | AT66 (1 Wo.)AT | CH52 (1 Wo.)CH | — | — | — | Erstveröffentlichung: 9. September 1991 Wiedereinstieg: 1. Mai 2016                                               |
| 2016 | Let’s Go Crazy Purple Rain                                                                                    | — | — | — | — | US25 (2 Wo.)US | R&B14 (2 Wo.)R&B | Erstveröffentlichung: 18. Juli 1984 Wiedereinstieg: 7. Mai 2016                                                   |
| 2016 | I Would Die 4 U Purple Rain                                                                                   | — | — | — | — | US39 (1 Wo.)US | R&B24 (1 Wo.)R&B | Erstveröffentlichung: 26. November 1984 Wiedereinstieg: 14. Mai 2016                                              |
| Postum veröffentlichte Singles                                                                          | | | | | | | | |
| | | | | | | | | |
| 2018 | Nothing Compares 2 U Originals                                                                                | — | — | — | — | — | — | Erstveröffentlichung: 19. April 2018 Download-Single                                                              |
| 2018 | 17 Days (Piano Version) (Edit) Piano & A Microphone 1983                                                      | — | ATn. v.AT | CHn. v.CH | UKn. v.UK | USn. v.US | R&Bn. v.R&B | Erstveröffentlichung: 27. September 2018 7″-Single                                                                |
| 2019 | Rock ‘N’ Roll Is Alive! (And it Lives in Minneapolis) B-Seite von Gold (1995)                                 | — | — | — | — | — | — | Erstveröffentlichung: 5. April 2019 7″-Single und Download                                                        |
| 2019 | Holly Rock (Edit) Originals                                                                                   | — | — | — | — | — | — | Erstveröffentlichung: 25. Juli 2019 Download-Single                                                               |
| 2019 | My Computer (feat. Kate Bush) Emancipation                                                                    | — | ATn. v.AT | CHn. v.CH | UKn. v.UK | USn. v.US | R&Bn. v.R&B | Erstveröffentlichung: 12. September 2019 7″-Single                                                                |
| 2019 | I Feel for You (Acoustic Demo) Originalversion auf Prince                                                     | — | — | — | — | — | — | Erstveröffentlichung: 18. Oktober 2019 7″-Single und Download                                                     |
| 2020 | Witness 4 the Prosecution (Version 1) Sign o’ the Times Super Deluxe                                          | — | — | — | — | — | — | Erstveröffentlichung: 14. August 2020 7″-Single                                                                   |
| 2020 | Sign “☮” the Times Sign o’ the Times Super Deluxe                                                             | — | ATn. v.AT | CHn. v.CH | UKn. v.UK | USn. v.US | R&Bn. v.R&B | Erstveröffentlichung: 24. September 2020 7″-Single                                                                |
| 2021 | Welcome 2 America                                                                                             | — | — | — | — | — | — | Erstveröffentlichung: 8. April 2021 7″-Single und Download                                                        |
| 2021 | Partyman / Cool (Live at Le Zénith, Paris, France, June 1, 2014) Originalversionen auf Batman / The Time      | — | — | — | — | — | — | Erstveröffentlichung: 7. Mai 2021 7″-Single                                                                       |
| 2021 | Hot Summer Welcome 2 America                                                                                  | — | — | — | — | — | — | Erstveröffentlichung: 22. Juli 2021 7″-Single und Download                                                        |
| 2021 | Do Me, Baby (Demo) Originalversion auf Controversy                                                            | — | — | — | — | — | — | Erstveröffentlichung: 14. Oktober 2021 7″-Single und Download                                                     |
| 2022 | Diamonds and Pearls (Live at Glam Slam) / Nothing Compares 2 U (Live at Glam Slam) Diamonds and Pearls Deluxe | DEn. v.DE | ATn. v.AT | CHn. v.CH | UKn. v.UK | — | — | Erstveröffentlichung: 4. Juni 2022 7″-Single                                                                      |
| 2023 | 7 (E Flat Version) Originalversion auf Love Symbol                                                            | — | — | — | — | — | — | Erstveröffentlichung: 7. Juli 2023 Download-Single                                                                |
| 2023 | All a Share Together Now –                                                                                    | — | — | — | — | — | — | Erstveröffentlichung: 7. Juli 2023 Download-Single                                                                |
| 2023 | Alice Through the Looking Glass Diamonds and Pearls Deluxe                                                    | — | — | — | — | — | — | Erstveröffentlichung: 24. August 2023 7″-Single                                                                   |
| 2024 | United States of Division B-Seite von Cinnamon Girl (2004)                                                    | — | — | — | — | — | — | Erstveröffentlichung: 5. April 2024 Download-Single                                                               |
| 2025 | FR33 (Acoustic) Originalversion auf 1999                                                                      | — | — | — | — | — | — | Erstveröffentlichung: 6. Juni 2025 Download-Single                                                                |

## Videoalben und Musikvideos

### Videoalben
| Jahr                           | Titel Spieldauer                                        | Höchstplatzierung, Gesamtwochen, AuszeichnungChartplatzierungen (Jahr, Titel, Spieldauer, Platzierungen, Wochen, Auszeichnungen, Anmerkungen) | Höchstplatzierung, Gesamtwochen, AuszeichnungChartplatzierungen (Jahr, Titel, Spieldauer, Platzierungen, Wochen, Auszeichnungen, Anmerkungen) | Höchstplatzierung, Gesamtwochen, AuszeichnungChartplatzierungen (Jahr, Titel, Spieldauer, Platzierungen, Wochen, Auszeichnungen, Anmerkungen) | Höchstplatzierung, Gesamtwochen, AuszeichnungChartplatzierungen (Jahr, Titel, Spieldauer, Platzierungen, Wochen, Auszeichnungen, Anmerkungen) | Höchstplatzierung, Gesamtwochen, AuszeichnungChartplatzierungen (Jahr, Titel, Spieldauer, Platzierungen, Wochen, Auszeichnungen, Anmerkungen) | Anmerkungen |
| Jahr                           | Titel Spieldauer                                        | DE | AT | CH | UK | US | Anmerkungen |
| ------------------------------ | ------------------------------------------------------- | --- | --- | --- | --- | --- | --- |
| 1984                           | Purple Rain 107 Minuten                                 | — | — | — | — | US1 (12) Platin · (50 Wo.)US | Erstveröffentlichung: 19. November 1984 Verkäufe: + 750.000                                                                                   |
| 1985                           | Prince and the Revolution: Live 117 Minuten             | — | — | — | — | US1 (18) Platin · (36 Wo.)US | Erstveröffentlichung: 29. Juli 1985 Verkäufe: + 225.000                                                                                       |
| 1986                           | Under the Cherry Moon – Unter dem Kirschmond 96 Minuten | — | — | — | — | US31 (8 Wo.)US | Erstveröffentlichung: 9. November 1986 |
| 1987                           | Prince – Sign O’ the Times 85 Minuten                   | — | AT4 (1 Wo.)AT | — | UK1 (1) Gold · (308 Wo.)UK | US8 Platin · (15 Wo.)US | Erstveröffentlichung: 5. Mai 1988 Verkäufe: + 200.000                                                                                         |
| 1989                           | Lovesexy Live 1 67 Minuten                              | — | — | — | — | — | Erstveröffentlichung: 19. April 1989 Verkäufe: + 50.000                                                                                       |
| 1989                           | Lovesexy Live 2 60 Minuten                              | — | — | — | — | — | Erstveröffentlichung: 19. April 1989 Verkäufe: + 50.000                                                                                       |
| 1990                           | Graffiti Bridge – The Motion Picture 86 Minuten         | — | — | — | — | US32 (5 Wo.)US | Erstveröffentlichung: 24. April 1991 |
| 1991                           | Gett Off – The Home Video Film 30 Minuten               | — | — | — | — | US1 (8) Gold · (22 Wo.)US | Erstveröffentlichung: 10. September 1991 Verkäufe: + 50.000                                                                                   |
| 1992                           | Sexy M.F. – The Video 9 Minuten                         | — | — | — | — | US1 (6) Gold · (20 Wo.)US | Erstveröffentlichung: 16. Juni 1992 Verkäufe: + 25.000                                                                                        |
| 1992                           | Diamonds and Pearls – Video Collection 58 Minuten       | — | AT7 (1 Wo.)AT | — | UK14 (9 Wo.)UK | US3 (15 Wo.)US | Erstveröffentlichung: 6. Oktober 1992 Verkäufe: + 125.000                                                                                     |
| 1993                           | The Hits Collection 61 Minuten                          | — | — | CH6 (1 Wo.)CH | UK6 (50 Wo.)UK | US2 Gold · (29 Wo.)US | Erstveröffentlichung: 14. September 1993 Verkäufe: + 225.000                                                                                  |
| 1994                           | Interactive (CD-ROM) 103 Minuten                        | — | — | — | — | — | Erstveröffentlichung: 7. Juni 1994 CD-ROM für Betriebssysteme ab Windows 2000 nicht mehr kompatibel                                           |
| 1994                           | 3 Chains o’ Gold – Video Collection 73 Minuten          | — | — | — | UK2 (9 Wo.)UK | US5 (11 Wo.)US | Erstveröffentlichung: 16. August 1994 Verkäufe: + 50.000                                                                                      |
| 1995                           | The Sacrifice of Victor 46 Minuten                      | — | — | — | UK3 (8 Wo.)UK | — | Erstveröffentlichung: 6. März 1995 Verkäufe: + 25.000                                                                                         |
| 1995                           | The Undertaker 40 Minuten                               | — | — | — | UK1 (1) (11 Wo.)UK | — | Erstveröffentlichung: 6. März 1995 Livekonzert am 8. Oktober 1993 im Paisley Park Studio Verkäufe: + 50.000                                   |
| 1999                           | Beautiful Strange 60 Minuten                            | — | — | — | — | — | Erstveröffentlichung: 24. August 1999 |
| 2000                           | Rave Un2 the Year 2000 132 Minuten                      | — | — | — | UK4 Gold · (18 Wo.)UK | US18 (2 Wo.)US | Erstveröffentlichung: 5. Juni 2000 In UK auch unter Live at Paisley Park geführt Verkäufe: + 100.000                                          |
| 2003                           | Live at the Aladdin Las Vegas 81 Minuten                | — | AT1 (1) (4 Wo.)AT | CH6 (2 Wo.)CH | UK4 (12 Wo.)UK | US2 (9 Wo.)US | Erstveröffentlichung: 12. August 2003 Verkäufe: + 50.000                                                                                      |
| 2006                           | In Concert – Rave Un2 the Year 2000 132 Minuten         | — | — | — | UK14 Gold · (28 Wo.)UK | — | Erstveröffentlichung: 10. April 2006 Neuauflage von Rave Un2 the Year 2000 Verkäufe: + 100.000                                                |
| Postum veröffentlichtes Boxset |                                                         | | | | | | |
|                                |                                                         | | | | | | |
| 2016                           | Movie Collection 289 Minuten                            | — | — | — | UK94 (1 Wo.)UK | — | Erstveröffentlichung: 6. Oktober 2016 Enthält die drei Filme Purple Rain, Under the Cherry Moon und Graffiti Bridge auf DVD oder Blu-ray Disc |

### Musikvideos
| Jahr | Titel                                                            | Regisseur(e)                          |
| ---- | ---------------------------------------------------------------- | ------------------------------------- |
| 1979 | I Wanna Be Your Lover (Soloauftritt von Prince)                  |                                       |
| 1979 | I Wanna Be Your Lover (Prince mit Begleitband)                   |                                       |
| 1979 | Why You Wanna Treat Me So Bad?                                   |                                       |
| 1980 | Uptown                                                           |                                       |
| 1980 | Dirty Mind                                                       |                                       |
| 1981 | Controversy                                                      | Bruce Gowers                          |
| 1981 | Sexuality                                                        | Bruce Gowers                          |
| 1982 | 1999                                                             | Bruce Gowers                          |
| 1983 | Little Red Corvette                                              | Bryan Greenberg                       |
| 1983 | Automatic                                                        | Bruce Gowers                          |
| 1983 | Let’s Pretend We’re Married                                      | Bruce Gowers                          |
| 1984 | When Doves Cry                                                   | Prince, Larry Williams                |
| 1984 | Let’s Go Crazy                                                   | Albert Magnoli                        |
| 1984 | Purple Rain                                                      | Albert Magnoli                        |
| 1984 | I Would Die 4 U (Liveversion)                                    | Paul Becher                           |
| 1984 | Baby I’m a Star (Liveversion)                                    | Paul Becher                           |
| 1985 | Take Me with U (Liveversion)                                     | Paul Becher                           |
| 1985 | 4 the Tears in Your Eyes                                         |                                       |
| 1985 | Raspberry Beret                                                  | Prince                                |
| 1985 | Paisley Park                                                     | Prince                                |
| 1985 | America (Liveversion)                                            | Prince                                |
| 1986 | Kiss                                                             | Rebecca Blake                         |
| 1986 | Mountains                                                        | Prince                                |
| 1986 | Girls & Boys                                                     | Prince                                |
| 1986 | Anotherloverholenyohead (Liveversion)                            | Daniel Kleinman                       |
| 1987 | Sign "☮" the Times                                               | Bill Konersman                        |
| 1987 | U Got the Look (feat. Sheena Easton)                             | David Hogan                           |
| 1987 | I Could Never Take the Place of Your Man (Liveversion)           | Prince, Albert Magnoli                |
| 1988 | Alphabet St.                                                     | Patrick Epstein                       |
| 1988 | Glam Slam                                                        | Steve Purcell                         |
| 1988 | I Wish U Heaven                                                  | Jean-Baptiste Mondino                 |
| 1989 | Batdance                                                         | Albert Magnoli                        |
| 1989 | Partyman                                                         | Albert Magnoli                        |
| 1989 | Scandalous                                                       | Craig Rice                            |
| 1990 | Thieves in the Temple                                            | Craig Rice                            |
| 1990 | New Power Generation                                             | Prince                                |
| 1990 | Round and Round (feat. Tevin Campbell)                           | Prince                                |
| 1990 | The Question of U (Liveversion)                                  | Noriaki Iwamura                       |
| 1991 | Gett Off                                                         | Randee St. Nicholas                   |
| 1991 | Gett Off (Houstyle)                                              | Scott McCullough                      |
| 1991 | Violet the Organ Grinder                                         | Randee St. Nicholas                   |
| 1991 | Gangster Glam                                                    | Prince                                |
| 1991 | Clockin’ the Jizz                                                | Randee St. Nicholas                   |
| 1991 | Cream                                                            | Rebecca Blake                         |
| 1991 | Insatiable                                                       | Randee St. Nicholas                   |
| 1991 | Diamonds and Pearls                                              | Rebecca Blake                         |
| 1992 | Money Don’t Matter 2 Night                                       | Spike Lee                             |
| 1992 | Money Don’t Matter 2 Night                                       | Sotera Tschetter                      |
| 1992 | Thunder (Liveversion)                                            |                                       |
| 1992 | Dr. Feelgood (Liveversion gesungen von Rosie Gaines)             |                                       |
| 1992 | Call the Law                                                     | Scott McCullough                      |
| 1992 | Willing and Able (Liveversion)                                   | Sotera Tschetter                      |
| 1992 | Jughead                                                          |                                       |
| 1992 | Strollin’                                                        | Scott McCullough, Lori Elle           |
| 1992 | Live 4 Love (Liveversion)                                        |                                       |
| 1992 | 2 Whom It May Concern                                            | Randee St. Nicholas                   |
| 1992 | Sexy M.F.                                                        | Sotera Tschetter                      |
| 1992 | My Name Is Prince                                                | Randee St. Nicholas, Kevin Kerslake   |
| 1992 | 7                                                                | Sotera Tschetter                      |
| 1992 | Damn U                                                           | Randee St. Nicholas                   |
| 1992 | The Morning Papers                                               | Randee St. Nicholas                   |
| 1992 | Love 2 the 9’s                                                   | Parris Patton                         |
| 1992 | The Max                                                          | Parris Patton                         |
| 1992 | Blue Light (erst 1994 veröffentlicht)                            | Parris Patton                         |
| 1992 | Eye Wanna Melt with U                                            | Prince                                |
| 1992 | Sweet Baby (erst 1994 veröffentlicht)                            | Randee St. Nicholas, Sotera Tschetter |
| 1992 | The Continental (Edit)                                           | Randee St. Nicholas, Sotera Tschetter |
| 1993 | Peach                                                            | Parris Patton                         |
| 1993 | Pink Cashmere                                                    | James Hayman                          |
| 1993 | Nothing Compares 2 U (Liveversion) (feat. Rosie Gaines)          |                                       |
| 1994 | The Most Beautiful Girl in the World                             | Antoine Fuqua, Prince                 |
| 1994 | The Most Beautiful Girl in the World (Beautiful)                 |                                       |
| 1994 | The Most Beautiful Girl in the World (Mustang Mix) (Liveversion) | Prince                                |
| 1994 | Interactive (Liveversion)                                        |                                       |
| 1994 | Days of Wild (Liveversion)                                       | Prince, Giorgio Scali                 |
| 1994 | Come                                                             | Prince                                |
| 1994 | Race                                                             | Prince                                |
| 1994 | Acknowledge Me                                                   | Prince                                |
| 1994 | Pheromone                                                        | Prince                                |
| 1994 | The Jam (Liveversion)                                            | Prince                                |
| 1994 | Shhh (Liveversion)                                               | Prince                                |
| 1994 | Loose!                                                           | Parris Patton                         |
| 1994 | Papa                                                             | Parris Patton                         |
| 1994 | Now (Liveversion)                                                | Prince                                |
| 1994 | Endorphinmachine                                                 | Prince                                |
| 1994 | Love Sign (feat. Nona Gaye)                                      | Ice Cube                              |
| 1994 | Letitgo                                                          |                                       |
| 1994 | Dolphin                                                          | Nicole Nodland                        |
| 1994 | 18 & Over                                                        | Prince                                |
| 1994 | Empty Room                                                       | Prince                                |
| 1994 | When 2 R in Love                                                 | Davis May                             |
| 1995 | Purple Medley                                                    |                                       |
| 1995 | Eye Hate U                                                       | Prince                                |
| 1995 | Gold                                                             | Prince                                |
| 1995 | Rock ‘N’ Roll Is Alive! (And it Lives in Minneapolis)            | Prince                                |
| 1996 | Dinner with Delores                                              | Giorgio Scali                         |
| 1996 | I Like It There (erst 2003 veröffentlicht)                       | Prince                                |
| 1996 | The Same December                                                | Prince                                |
| 1996 | Zannalee                                                         | Prince                                |
| 1996 | Betcha by Golly Wow!                                             | Prince                                |
| 1997 | Somebody’s Somebody                                              | Prince                                |
| 1997 | The Holy River (Edit)                                            | Prince                                |
| 1997 | Face Down                                                        | Prince                                |
| 1998 | The One                                                          | Mayte Garcia                          |
| 1998 | Come On                                                          |                                       |
| 1999 | Beautiful Strange                                                |                                       |
| 1999 | The Greatest Romance Ever Sold                                   | Malik Hassan Sayeed                   |
| 2000 | One Song                                                         | Sam Jennings                          |
| 2000 | Hot Wit U (Nasty Girl Remix)                                     | Prince                                |
| 2001 | When Eye Lay My Hands On U                                       | Prince                                |
| 2001 | U Make My Sun Shine (feat. Angie Stone)                          |                                       |
| 2001 | The Daisy Chain                                                  | Prince                                |
| 2003 | North                                                            | Sam Jennings, Jeremy Gavin, Prince    |
| 2004 | Musicology                                                       | Sanaa Hamri                           |
| 2004 | Call My Name                                                     | Sanaa Hamri                           |
| 2004 | Cinnamon Girl                                                    | Phil Harder                           |
| 2004 | A Million Days                                                   | Sanaa Hamri                           |
| 2005 | Te Amo Corazón                                                   | Salma Hayek                           |
| 2006 | Black Sweat                                                      | Sanaa Hamri                           |
| 2006 | Fury                                                             | Sanaa Hamri                           |
| 2006 | The Song of the Heart                                            | George Miller                         |
| 2007 | Guitar (Verizon Wireless Version)                                | Milos Twilight                        |
| 2007 | Guitar (erst 2013 veröffentlicht)                                | Sanaa Hamri                           |
| 2007 | Chelsea Rodgers                                                  | Phil Griffin                          |
| 2007 | Somewhere Here on Earth                                          | Phil Griffin                          |
| 2008 | The One U Wanna C                                                | Randee St. Nicholas                   |
| 2008 | The One U Wanna C (erst 2018 veröffentlicht)                     | Phil Stoole                           |
| 2009 | Crimson and Clover                                               | P. R. Brown                           |
| 2009 | Chocolate Box (feat. Q-Tip)                                      | P. R. Brown                           |
| 2009 | Dreamer                                                          | Mathew Cullen                         |
| 2012 | Rock and Roll Love Affair                                        | Chris Robinson                        |
| 2013 | Screwdriver (Lyrics Music Video)                                 | Jason Franzen                         |
| 2013 | Screwdriver (Live)                                               | Prince                                |
| 2013 | Fixurlifeup                                                      | Sanaa Hamri                           |
| 2013 | Plectrumelectrum                                                 | Madison Dube                          |
| 2013 | Breakfast Can Wait                                               | Danielle Curiel                       |
| 2013 | Xtraloveable                                                     | Jason Franzen                         |
| 2014 | Funknroll                                                        | Natalie Mroczka                       |
| 2014 | Anotherlove                                                      |                                       |
| 2015 | Marz                                                             |                                       |
| 2015 | Baltimore                                                        | Ralston Smith                         |
| 2015 | Indifference (feat. 3rdEyeGirl)                                  |                                       |
| 2018 | Nothing Compares 2 U                                             | Andrea Gelardin, Ruth Hogben          |
| 2018 | Mary Don’t You Weep                                              | Salomon Ligthelm                      |
| 2019 | Manic Monday                                                     |                                       |
| 2019 | Holly Rock                                                       | Aaron Lampert                         |

## Sonderveröffentlichungen

### Boxsets
| Jahr | Titel Musiklabel                                    | Anmerkungen |
| ---- | --------------------------------------------------- | --- |
| 2012 | Prince – Original Album Series Warner Bros. Records | Erstveröffentlichung: 15. März 2012 Enthält die fünf Alben 1999, Purple Rain, Parade, Lovesexy und Diamonds and Pearls auf CD |

### Singles
Folgende sechs Singles konnten von 2001 bis 2006 nur über die Website NPG Music Club.com käuflich erworben werden und gelangten nicht in den freien Verkauf. Die Kompaktkassette NYC und die CD-Single The Truth waren bereits auf früheren Websites von Prince erschienen, wurden aber ins Sortiment von NPG Music Club.com aufgenommen. Songs, die ausschließlich als Download erhältlich waren, sind in der Liste der Lieder von Prince zu finden.
| Jahr | Titel Album                                                                              | Anmerkungen |
| ---- | ---------------------------------------------------------------------------------------- | --- |
| 1997 | NYC (Liveversionen von Jam of the Year und Face Down) Originalversionen auf Emancipation | Erstveröffentlichung: 31. Januar 1997 Tonträger: Kompaktkassette Konzert am 11. Januar 1997 in New York City im Roseland Ballroom |
| 1997 | The Truth                                                                                | Erstveröffentlichung: 14. Februar 1997 Tonträger: CD-Single Track 1: The Truth Track 2: Don't Play Me |
| 2001 | Supercute / Underneath the Cream The Chocolate Invasion                                  | Erstveröffentlichung: 14. April 2001 Tonträger: CD-Single als Doppel-A-Seite |
| 2002 | The Work Pt. 1 The Rainbow Children                                                      | Erstveröffentlichung: 31. Januar 2002 Tonträger: CD-Single Track 1: The Work Pt. 1 Track 2: U Make My Sun Shine (Song auch auf The Chocolate Invasion) |
| 2002 | Days of Wild (Liveversion) Originalversion auf Crystal Ball                              | Erstveröffentlichung: 27. August 2002 Tonträger: CD-Single Konzert am 18. Juni 2002 in Québec im Centre Molson Track 1: Days of Wild (Single Edit) Track 2: Days of Wild (Concert Mix) Track 3: 1+1+1 Is 3 (Live am 6. April 2002 in Lakeland (Florida) im Youkey Theatre) 1+1+1 Is 3 auch auf One Nite Alone … Live! |
| 2004 | Controversy (Live in Hawaii) Originalversion auf Controversy                             | Erstveröffentlichung: 17. Oktober 2004 Tonträger: 1-Track-CD-Single Konzert am 16. Dezember 2003 in Hawaii im Neal S. Blaisdell Center |

## Promoveröffentlichungen

### Alben
Die folgenden Alben und Singles sind ausschließlich als Promo-Tonträger erschienen und gelangten nicht in den freien Verkauf.
| Jahr | Titel Musiklabel                                                   | Anmerkungen                                                                                       |
| ---- | ------------------------------------------------------------------ | ------------------------------------------------------------------------------------------------- |
| 1984 | Prince Sampler Warner Bros. Records                                | Erstveröffentlichung: Ende 1984 Veröffentlichung: Kanada Tonträger: Kompaktkassette               |
| 1984 | Strange Tales from the Rain Warner Bros. Records                   | Erstveröffentlichung: Ende 1984 Veröffentlichung: Japan Tonträger: DoLP                           |
| 1986 | The Story So Far… Paisley Park Records / Warner Bros. Records      | Erstveröffentlichung: Sommer 1986 Veröffentlichung: UK Tonträger: Kompaktkassette                 |
| 1987 | Sounds O’ the Times Paisley Park Records / Warner Bros. Records    | Erstveröffentlichung: Frühjahr 1987 Veröffentlichung: UK Tonträger: Kompaktkassette               |
| 1988 | Eye ♥ Prince Paisley Park Records / Warner Bros. Records           | Erstveröffentlichung: Sommer 1988 Veröffentlichung: Deutschland und UK Tonträger: Kompaktkassette |
| 1988 | Stockholm 1988 Warner Bros. Records                                | Erstveröffentlichung: Sommer 1988 Veröffentlichung: Schweden Tonträger: Kompaktkassette           |
| 1990 | Nothing Compares 2 Him Paisley Park Records / Warner Bros. Records | Erstveröffentlichung: Sommer 1990 Veröffentlichung: UK Tonträger: Kompaktkassette                 |
| 1992 | The Crown Jewels Paisley Park Records / Warner Bros. Records       | Erstveröffentlichung: Anfang 1992 Veröffentlichung: Weltweit Tonträger: CD                        |
| 1993 | My Name Was Prince Paisley Park Records / Warner Bros. Records     | Erstveröffentlichung: Sommer 1993 Veröffentlichung: Japan Tonträger: CD                           |

### Singles
| Jahr | Titel Album                                                                   | Anmerkungen |
| ---- | ----------------------------------------------------------------------------- | --- |
| 1980 | When You Were Mine Dirty Mind                                                 | Erstveröffentlichung: Ende 1980 Veröffentlichung: USA Tonträger: 12″-Maxi-Single A-Seite: When You Were Mine und Gotta Broken Heart Again B-Seite: Uptown |
| 1983 | D.M.S.R. 1999                                                                 | Erstveröffentlichung: Sommer 1983 Veröffentlichung: UK Tonträger: 12″-Maxi-Single A-Seite: D.M.S.R. B-Seite: D.M.S.R. |
| 1984 | Syndicate B-Seite von I Would Die 4 U                                         | Erstveröffentlichung: November 1984 Veröffentlichung: Japan Tonträger: 7″-Single A-Seite: Another Lonely Christmas B-Seite: Samples von The Belle of St. Mark, Sex Shooter, Blue Limousine, Happy Birthday Mr. Christian, Purple Rain Interpret von The Belle of St. Mark: Sheila E. Interpret der anderen Songs: Apollonia 6 |
| 1984 | Erotiy City B-Seite von Let’s Go Crazy                                        | Erstveröffentlichung: Ende 1984 Veröffentlichung: UK Tonträger: 12″-Single A-Seite: Erotic City (Full Length Version) B-Seite: I Feel for You (US Dance Remix) von Chaka Khan |
| 1987 | Hot Thing Sign “☮” the Times                                                  | Erstveröffentlichung: Ende 1987 Veröffentlichung: USA Tonträger: 7″ und 12″-Maxi-Single A-Seite: Hot Thing (Edit) B-Seite: Hot Thing (Extended Remix) |
| 1987 | The Cross Sign “☮” the Times                                                  | Erstveröffentlichung: Ende 1987 Veröffentlichung: Südafrika Tonträger: 7″-Single A-Seite: The Cross B-Seite: Adore |
| 1989 | Trust Batman                                                                  | Erstveröffentlichung: Ende 1989 Veröffentlichung: Hongkong Tonträger: 1-Track-12″-Maxi-Single |
| 1989 | The Crime The Scandalous Sex Suite EP                                         | Erstveröffentlichung: Ende 1989 Veröffentlichung: Spanien Tonträger: 7″-Single A-Seite: The Crime B-Seite: The Crime |
| 1992 | Willing and Able Diamonds and Pearls                                          | Erstveröffentlichung: Frühjahr 1992 Veröffentlichung: USA Tonträger: CD-Single Track 1: Willing and Able (Edit) Track 2: Willing and Able (Album Version) |
| 1993 | Nothing Compares 2 U (feat. Rosie Gaines) The Hits/The B-Sides und The Hits 1 | Erstveröffentlichung: 18. November 1993 Veröffentlichung: USA und Spanien Tonträger: 12″-Maxi-Single und CD-Single A-Seite: Nothing Compares 2 U (Edit) B-Seite: Nothing Compares 2 U (Album Version) |
| 1994 | Pope The Hits/The B-Sides und The Hits 2                                      | Erstveröffentlichung: April 1994 Veröffentlichung: UK und Spanien Tonträger: 12″-Maxi-Single und CD-Single A-Seite: Pope (12″ Remix) B-Seite: Pink Cashmere (12″ Remix) |
| 1994 | Love Sign (feat. Nona Gaye) 1-800-New-Funk                                    | Erstveröffentlichung: Juni 1994 Veröffentlichung: USA, Deutschland und Frankreich Tonträger: 7″-Single, 12″-Maxi-Single und CD-Single Track 1: Love Sign (Radio Edit) Track 2: Love Sign (The 1-800 New Funk Version) Track 3: Love Sign (The Storyboard Video Mix)                                                           |
| 1994 | Come (Edit) Come                                                              | Erstveröffentlichung: Herbst 1994 Veröffentlichung: Deutschland Tonträger: 1-Track-CD-Single |
| 1995 | Pussy Control The Gold Experience                                             | Erstveröffentlichung: Sommer 1995 Veröffentlichung: USA und Japan Tonträger: Kompaktkassette und CD-Single Track 1: Pussy Control Track 2: 319 |
| 1995 | Dolphin The Gold Experience                                                   | Erstveröffentlichung: Sommer 1995 Veröffentlichung: USA Tonträger: Kompaktkassette A-Seite: Dolphin (Edit), NPG Operator, We March (Edit) B-Seite: Dolphin (Edit), NPG Operator, We March (Edit) |
| 1995 | Endorphinmachine The Gold Experience                                          | Erstveröffentlichung: Sommer 1995 Veröffentlichung: Japan Tonträger: 1-Track-CD-Single |
| 1995 | Slave Emancipation                                                            | Erstveröffentlichung: 9. Dezember 1995 Veröffentlichung: USA Tonträger: Kompaktkassette A-Seite: Slave B-Seite: New World |
| 1997 | Somebody’s Somebody Emancipation                                              | Erstveröffentlichung: 13. Januar 1997 Veröffentlichung: USA Tonträger: 12″-Maxi-Single und CD-Single Track 1: Somebody’s Somebody (LP Version) Track 2: Somebody’s Somebody (Radio Edit) |
| 1997 | Somebody’s Somebody (Live Studio Mix) –                                       | Erstveröffentlichung: 13. Januar 1997 Veröffentlichung: USA Tonträger: 12″-Maxi-Single und CD-Single Track 1: Somebody’s Somebody (Live Studio Mix) Track 2: Somebody’s Somebody (Ultrafantasy Edit) Track 3: On Sale Now! |
| 1997 | Eye Can’t Make U Love Me (Radio-Version) Emancipation                         | Erstveröffentlichung: April 1997 Veröffentlichung: USA Tonträger: 1-Track-CD-Single |
| 1997 | Face Down Emancipation                                                        | Erstveröffentlichung: April 1997 Veröffentlichung: USA und UK Tonträger: 12″-Maxi-Single und CD-Single Track 1: Face Down (Album Version) Track 2: Face Down (X-tended Rap Money Mix) Track 3: Face Down (Instrumental Money Mix)                                                                                             |
| 1999 | 5 Women The Vault … Old Friends 4 Sale                                        | Erstveröffentlichung: Sommer 1999 Veröffentlichung: Deutschland Tonträger: 1-Track-CD-Single |
| 1999 | Extraordinary The Vault … Old Friends 4 Sale                                  | Erstveröffentlichung: 10. August 1999 Veröffentlichung: USA Tonträger: 1-Track-CD-Single |
| 1999 | It’s About That Walk The Vault … Old Friends 4 Sale                           | Erstveröffentlichung: Sommer 1999 Veröffentlichung: Deutschland Tonträger: 1-Track-CD-Single |
| 1999 | The Rest of My Life The Vault … Old Friends 4 Sale                            | Erstveröffentlichung: Sommer 1999 Veröffentlichung: Japan Tonträger: CD-Single Track 1: The Rest of My Life Track 2: Extraordinary |
| 1999 | Baby Knows (feat. Sheryl Crow) Rave Un2 the Joy Fantastic                     | Erstveröffentlichung: Oktober 1999 Veröffentlichung: Niederlande Tonträger: CD-Single Track 1: Baby Knows Track 2: Hot Wit U |
| 2000 | Man ‘O’ War Rave Un2 the Joy Fantastic                                        | Erstveröffentlichung: März 2000 Veröffentlichung: USA Tonträger: CD-Single Track 1: Man ‘O’ War (Radio Edit without Guitar Solo) Track 2: Man ‘O’ War (Radio Edit with Guitar Solo) Track 3: Man ‘O’ War (Call Out Research Hook)                                                                                             |
| 2001 | Jazz Sampler The Rainbow Children                                             | Erstveröffentlichung: Ende 2001 Veröffentlichung: USA Tonträger: CD-Single Track 1: She Loves Me 4 Me Track 2: The Sensual Everafter Track 3: Rainbow Children Track 4: Digital Garden |
| 2001 | She Loves Me 4 Me The Rainbow Children                                        | Erstveröffentlichung: Ende 2001 Veröffentlichung: USA und Frankreich Tonträger: 1-Track-CD-Single |
| 2001 | Last December The Rainbow Children                                            | Erstveröffentlichung: Ende 2001 Veröffentlichung: Japan Tonträger:1-Track-CD-Single |
| 2002 | One Nite Alone … Live-EP One Nite Alone … Live!                               | Erstveröffentlichung: Mai 2002 Veröffentlichung: USA Tonträger: CD-Single Track 1: Xenophobia Track 2: Muse 2 the Pharaoh Track 3: Melow Track 4: The Other Side of the Pillow Track 5: Strange Relationship |
| 2003 | Live at the Aladdin Las Vegas (DVD)                                           | Erstveröffentlichung: Sommer 2003 Veröffentlichung: USA Tonträger: CD-Single Track 1: Pop Life Track 2: Gotta Broken Heart Again Track 3: Strange Relationship Track 4: Sometimes It Snows in April |
| 2004 | Call My Name (Single Version) Musicology                                      | Erstveröffentlichung: Sommer 2004 Veröffentlichung: USA und Kanada Tonträger: 1-Track-CD-Single |
| 2006 | Beautiful, Loved and Blessed (feat. Támar) 3121                               | Erstveröffentlichung: Februar 2006 Veröffentlichung: Europa Tonträger: 1-Track-CD-Single |
| 2006 | The Song of the Heart Happy Feet                                              | Erstveröffentlichung: November 2006 Veröffentlichung: USA und Japan Tonträger: CD-Single Track 1: The Song of the Heart (Radio Edit) Track 2: The Song of the Heart (Album Edit) |
| 2007 | Chelsea Rodgers Planet Earth                                                  | Erstveröffentlichung: 6. August 2007 Veröffentlichung: USA Tonträger: 12″-Maxi-Single und CD-Single Track 1: Chelsea Rodgers Track 2: Mr. Goodnight |
| 2007 | Future Baby Mama Planet Earth                                                 | Erstveröffentlichung: Ende 2007 Veröffentlichung: Frankreich Tonträger: 1-Track-CD-Single |
| 2007 | The One U Wanna C Planet Earth                                                | Erstveröffentlichung: Ende 2007 Veröffentlichung: Dänemark und Niederlande Tonträger: 1-Track-CD-Single |
| 2009 | U’re Gonna C Me (Radio Edit) MPLSound                                         | Erstveröffentlichung: Anfang Oktober 2009 Veröffentlichung: Frankreich Tonträger: 1-Track-CD-Single |
| 2014 | Clouds (feat. Lianne La Havas) Art Official Age                               | Erstveröffentlichung: Mitte September 2014 Veröffentlichung: Europa Tonträger: 1-Track-CD-Single |

## Beiträge für Sampler, Soundtracks und Tributealben
Es sind nur die Sampler, Soundtracks und Tributealben aufgelistet, auf denen Prince mindestens einen zuvor unveröffentlichten Song oder eine zuvor unveröffentlichte Version beigesteuert hat.

| Jahr | Titel Musiklabel                                                       | Höchstplatzierung, Gesamtwochen, AuszeichnungChartplatzierungen (Jahr, Titel, Musiklabel, Platzierungen, Wochen, Auszeichnungen, Anmerkungen) | Höchstplatzierung, Gesamtwochen, AuszeichnungChartplatzierungen (Jahr, Titel, Musiklabel, Platzierungen, Wochen, Auszeichnungen, Anmerkungen) | Höchstplatzierung, Gesamtwochen, AuszeichnungChartplatzierungen (Jahr, Titel, Musiklabel, Platzierungen, Wochen, Auszeichnungen, Anmerkungen) | Höchstplatzierung, Gesamtwochen, AuszeichnungChartplatzierungen (Jahr, Titel, Musiklabel, Platzierungen, Wochen, Auszeichnungen, Anmerkungen) | Höchstplatzierung, Gesamtwochen, AuszeichnungChartplatzierungen (Jahr, Titel, Musiklabel, Platzierungen, Wochen, Auszeichnungen, Anmerkungen) | Höchstplatzierung, Gesamtwochen, AuszeichnungChartplatzierungen (Jahr, Titel, Musiklabel, Platzierungen, Wochen, Auszeichnungen, Anmerkungen) | Anmerkungen |
| Jahr | Titel Musiklabel                                                       | DE | AT | CH | UK | US | R&B | Anmerkungen |
| ---- | ---------------------------------------------------------------------- | --- | --- | --- | --- | --- | --- | --- |
| 1984 | Risky Business – Soundtrack Virgin Records                             | — | — | — | — | — | — | Erstveröffentlichung: 1984 Beitrag von Prince: D.M.S.R. (Edit) Längere Version auf 1999                                                          |
| 1985 | We Are the World Columbia Records                                      | DE8 (17 Wo.)DE | AT5 (16 Wo.)AT | CH1 (3) (19 Wo.)CH | UK31 (5 Wo.)UK | US1 (3) ×3Dreifachplatin · (22 Wo.)US | R&B6 (17 Wo.)R&B | Erstveröffentlichung: 12. April 1985 Beitrag von Prince: 4 the Tears in Your Eyes Song auch auf The Hits/The B-Sides                             |
| 1988 | Bright Lights, Big City – Soundtrack Warner Bros. Records              | — | — | — | — | US67 (11 Wo.)US | — | Erstveröffentlichung: 8. März 1988 Beitrag von Prince: Good Love Song auch auf Crystal Ball                                                      |
| 1994 | 1-800-New-Funk (Sampler) NPG Records                                   | — | — | — | — | — | R&B45 (9 Wo.)R&B | Erstveröffentlichung: 12. August 1994 Beitrag von Prince: Love Sign (feat. Nona Gaye)                                                            |
| 1996 | Girl 6 Warner Bros. Records                                            | — | — | — | — | US75 (4 Wo.)US | R&B15 (9 Wo.)R&B | Erstveröffentlichung: 19. März 1996 Verkäufe: + 210.000                                                                                          |
| 2000 | Bamboozled – Soundtrack Motown                                         | — | — | — | — | — | R&B69 (6 Wo.)R&B | Erstveröffentlichung: 26. September 2000 Beitrag von Prince: 2045 Radical Man                                                                    |
| 2002 | Black Archives: Minneapolis Funk Warner Bros. Records                  | — | — | — | — | — | — | Erstveröffentlichung: 20. August 2002 Beitrag von Prince: America (Extended Version)                                                             |
| 2004 | Power of Soul: A Tribute to Jimi Hendrix Image Entertainment           | — | — | — | — | — | — | Erstveröffentlichung: 4. Mai 2004 Beitrag von Prince: Purple House 1966 von Jimi Hendrix als Red House komponiert                                |
| 2006 | Happy Feet – Soundtrack Atlantic Records                               | — | AT65 (1 Wo.)AT | — | — | US51 (25 Wo.)US | — | Erstveröffentlichung: 31. Oktober 2006 Beitrag von Prince: The Song of the Heart Song bekam einen Golden Globe Award                             |
| 2007 | A Tribute to Joni Mitchell Nonesuch Records                            | — | — | — | — | US103 (1 Wo.)US | — | Erstveröffentlichung: 24. April 2007 Beitrag von Prince: A Case of U (Edit) Längere Version auf One Nite Alone …                                 |
| 2011 | The Best of Rock and Roll Hall of Fame + Museum Live Time Life Records | — | — | — | — | — | — | Erstveröffentlichung: 15. März 2011 Beitrag von Prince: While My Guitar Gently Weeps mit Tom Petty, Jeff Lynne, Steve Winwood und Dhani Harrison |

## Statistik

### Chartauswertung
Die Albumstatistik beinhaltet alle Alben, inklusive Kompilationen und EPs, die sich in den Charts platzieren konnten. Nur die EPs, die in einer Albumhitparade geführt worden sind, sind in der Kategorie „Alben in den Charts“ aufgelistet. Einige EPs wurden in der jeweiligen Singlehitparade geführt, die dann in der Kategorie „Singles in den Charts“ inbegriffen sind.
|                     | DE     | AT     | CH     | UK     | US     |
| ------------------- | ------ | ------ | ------ | ------ | ------ |
| Nummer-eins-Alben   | DE—DE  | AT1AT  | CH7CH  | UK5UK  | US5US  |
| Top-10-Alben        | DE16DE | AT19AT | CH27CH | UK20UK | US20US |
| Alben in den Charts | DE40DE | AT36AT | CH41CH | UK35UK | US46US |

|                       | DE     | AT     | CH     | UK     | US     |
| --------------------- | ------ | ------ | ------ | ------ | ------ |
| Nummer-eins-Singles   | DE—DE  | AT—AT  | CH2CH  | UK1UK  | US5US  |
| Top-10-Singles        | DE4DE  | AT7AT  | CH10CH | UK16UK | US19US |
| Singles in den Charts | DE35DE | AT19AT | CH30CH | UK53UK | US48US |

|                          | DE    | AT    | CH    | UK     | US     |
| ------------------------ | ----- | ----- | ----- | ------ | ------ |
| Nummer-eins-Videoalben   | DE—DE | AT—AT | CH—CH | UK2UK  | US4US  |
| Top-10-Videoalben        | DE—DE | AT3AT | CH2CH | UK7UK  | US9US  |
| Videoalben in den Charts | DE—DE | AT3AT | CH2CH | UK10UK | US12US |

### Auszeichnungen für Musikverkäufe
| Land/RegionAuszeichnungen für Musikverkäufe (Land/Region, Auszeichnungen, Verkäufe, Quellen) | Silber     | Gold         | Platin         | Diamant     | Verkäufe    | Quellen                           |
| -------------------------------------------------------------------------------------------- | ---------- | ------------ | -------------- | ----------- | ----------- | --------------------------------- |
| Australien (ARIA)                                                                            | —          | 6× Gold6     | 19× Platin19   | —           | 1.540.000   | aria.com.au                       |
| Belgien (BRMA)                                                                               | —          | —            | Platin1        | —           | 50.000      | ultratop.be                       |
| Dänemark (IFPI)                                                                              | —          | 4× Gold4     | 3× Platin3     | —           | 295.000     | ifpi.dk                           |
| Deutschland (BVMI)                                                                           | —          | 7× Gold7     | 2× Platin2     | —           | 2.650.000   | musikindustrie.de                 |
| Europa (IFPI)                                                                                | —          | —            | 2× Platin2     | —           | (2.000.000) | Einzelnachweise                   |
| Europa (Impala)                                                                              | —          | —            | —              | Diamant1    | (250.000)   | Einzelnachweise                   |
| Frankreich (SNEP)                                                                            | —          | 10× Gold10   | 6× Platin6     | —           | 2.705.000   | infodisc.fr snepmusique.com       |
| Hongkong (IFPI/HKRIA)                                                                        | —          | Gold1        | —              | —           | 10.000      | ifpihk.org                        |
| Italien (FIMI)                                                                               | —          | 2× Gold2     | Platin1        | —           | 160.000     | fimi.it                           |
| Japan (RIAJ)                                                                                 | —          | 3× Gold3     | Platin1        | —           | 500.000     | riaj.or.jp                        |
| Kanada (MC)                                                                                  | —          | 5× Gold5     | 9× Platin9     | —           | 1.150.000   | musiccanada.com                   |
| Neuseeland (RMNZ)                                                                            | —          | 7× Gold7     | 28× Platin28   | —           | 690.000     | aotearoamusiccharts.co.nz NZ2 NZ3 |
| Niederlande (NVPI)                                                                           | —          | 3× Gold3     | 5× Platin5     | —           | 590.000     | nvpi.nl                           |
| Österreich (IFPI)                                                                            | —          | 4× Gold4     | 2× Platin2     | —           | 200.000     | ifpi.at                           |
| Schweden (IFPI)                                                                              | —          | 3× Gold3     | —              | —           | 115.000     | sverigetopplistan.se              |
| Schweiz (IFPI)                                                                               | —          | 9× Gold9     | 2× Platin2     | —           | 300.000     | hitparade.ch                      |
| Spanien (Promusicae)                                                                         | —          | 7× Gold7     | 6× Platin6     | —           | 890.000     | elportaldemusica.es ES2 ES3 ES4   |
| Vereinigte Staaten (RIAA)                                                                    | —          | 25× Gold25   | 33× Platin33   | Diamant1    | 54.325.000  | riaa.com                          |
| Vereinigtes Königreich (BPI)                                                                 | 8× Silber8 | 14× Gold14   | 24× Platin24   | —           | 12.495.000  | bpi.co.uk                         |
| Insgesamt                                                                                    | 8× Silber8 | 110× Gold110 | 144× Platin144 | 2× Diamant2 |             |                                   |